# 過去に存在した九州・沖縄地区のダイエーの店舗
過去に存在した九州・沖縄地区のダイエーの店舗（かこにそんざいしたきゅうしゅう・おきなわちくのダイエーのてんぽ）は、株式会社ダイエーおよび子会社の九州・沖縄地区における閉鎖店舗を掲載している。
かつてフランチャイズ提携によりダイエーの店舗として営業していた店舗で、フランチャイズ中の閉店、フランチャイズ契約解除による離脱の店舗については過去に存在したダイエーのフランチャイズ店舗を参照。
- 無印はダイエー。それ以外は基本的にブランド名を記述。
- 店舗名の後ろについている×は現在建物が解体された店舗。[要出典]◎は2020年12月時点でイオン九州によりイオングループの商業ブランドで営業を継続している店舗。
- （）内の旧:○○は、運営していた会社の変遷。ただし、閉店直後の運営会社については下記に記述する。
- SC名称は届出が出ていた店舗のみ可能な限り記述する。

## 概要
1963年（昭和38年）3月に「フクオカダイエー」を設立して進出し、「ユニード」との経営統合に向けた布石として 1981年（昭和56年）5月に「九州ダイエー」に営業譲渡し、1981年（昭和56年）9月1日に「ユニード」が「九州ダイエー」を吸収合併した。
1991年（平成3年）に「ユニードダイエー」への社名変更を経て1994年（平成6年）3月1日にダイエーに吸収合併されて直営化された。
2015年（平成27年）9月1日にイオン九州とマックスバリュ九州に全38店舗を運営を継承して完全に撤退することになった。
このうち、総合スーパー24店舗についてはイオンの完全子会社のイオンストア九州が継承し、業務委託契約を結んでイオン九州が運営を継承する形となった。
なお、この時に継承された九州の店舗では、笹丘店以外は継承と同時に「イオン」への看板交換は行われず、遅れて実施されることになった。
2020年（令和2年）9月1日にイオン九州がイオンストア九州とマックスバリュ九州を吸収合併したことで、総合スーパーは管理と運営で分かれていた法人が一体化され、イオン九州が施設の管理も担うこととなった。

## 福岡県

### 福岡市

#### 中央区
- 天神店×（1963年（昭和38年）3月10日[8] - 1981年（昭和56年）3月31日） 福岡市中央区天神2-7-20[8][9]
売り場面積1,260m2[10]
中屋百貨店を買収してフクオカダイエーとして開業させたダイエーの九州進出1号店で[1]、初日で2万人の来店客を集めた[11]。
西鉄グランドホテル側の「天神中屋ビル」に入居していたが、1981年（昭和56年）3月にユニードがダイエーグループに参入したことにより福岡店（現:ショッパーズ福岡店）に統合された為に閉店した。跡地には福岡プライムが建った[要出典]。
「丸栄天神店」は1963年（昭和38年）11月に開店した別の店舗である[12]。
- 清川店（1963年（昭和38年）12月2日[13] - 1984年（昭和59年）1984年（昭和59年）9月[14]） 福岡市中央区清川1-10-1[8]
売り場面積1,768m2[13] → 1,424m2[15]
- 福岡店 → ショッパーズ福岡店◎（旧：フクオカダイエー→ダイエー→九州ダイエー→ユニード、1971年（昭和46年）6月15日[16][17] - 2015年（平成27年）8月31日） 福岡市中央区天神4-4-11[17][18][19] SC名称:ミーナ天神（旧:福岡ショッパーズプラザ）
敷地面積約6,859m2[17]、地下2階地上8階[17]、延べ床面積65,110m2[17]、店舗面積38,960m2[17]。
極楽寺が福岡市南区若久へ移転した跡地に出店した[20]。
イオンの完全子会社のイオンストア九州が継承して業務委託契約を締結し[7]、2015年（平成27年）9月1日にイオン九州が運営を継承して[21]イオンショッパーズ福岡店となった[22]。ただし、この時に継承された九州の店舗では、笹丘店以外は継承と同時にイオンへの看板交換は行われずに遅れて実施され[6]、同年10月9日にイオンの看板に切り替えられた[22]。合併に伴い、2020年（令和2年）9月1日付で施設管理がイオン九州へ継承された。
- ショッパーズ福岡専門店街（1971年（昭和46年）6月15日[16] - 2011年（平成23年）7月31日[23]） 福岡市中央区天神4-3-20[3] SC名称：ミーナ天神（旧：福岡ショッパーズプラザ）
福岡店（現:ショッパーズ福岡店）と共に開店。天神地区の商業集積による売り上げの減少や建物の老朽化に伴い閉店[24]。跡地は不動産のダイショウによりテナント誘致が行われ[24]、2012年（平成24年）6月28日に「ノース天神」として再出発[25]。一部テナントはショッパーズ福岡店に移動し営業を継続[要出典]。
- 笹丘店◎（1994年（平成6年）6月9日[26] - 2015年（平成27年）8月31日[6]） 福岡市中央区[6]笹丘1-28-74[要出典]
イオンの完全子会社のイオンストア九州が継承して業務委託契約を締結し[7]、2015年（平成27年）9月1日にイオン九州が運営を継承して[6][27]イオン笹丘店となった[6][27]。この時に継承された九州の店舗では、当店のみが継承と同時にイオンへの看板交換が実施された[6][27]。2016年（平成28年）9月4日、イオン笹丘店としての営業を終了[広報 2]。3日間の改装工事と2日間のプレ営業期間を経て同年9月10日、九州地区では2番目、福岡県では初のイオンスタイルとしてイオンスタイル笹丘にブランド転換しリニューアルした[広報 3]。合併に伴い、2020年（令和2年）9月1日付で施設管理がイオン九州へ継承された。
- グルメシティ小笹店（旧:ユニード、1983年（昭和58年）12月[3] - 2002年（平成14年）5月[28]） 福岡市中央区小笹3-10-5[29] SC名称:小笹ショッピングバザール[29]
店舗面積2,450m2[29]、延べ床面積約3,930m2[29]。
閉店時の直営店舗面積2,183m2[30]。
現在、1階はサニー小笹店、2階はドラッグイレブン小笹店など[要出典]。

#### 博多区
- グルメシティ渕上店×（旧:ユニード、1965年（昭和40年）10月21日 - 2005年（平成17年）10月31日[31] 福岡市博多区祇園町7-20[32][33]
店舗面積約8,880m2[32]、駐車台数約50台[33]。
渕上店は、旧渕上百貨店火災（1963年（昭和38年））後の跡地に誕生した旧ユニード本店。なお、ユニードの前身スーパー丸栄の1号店は西新店（1958年（昭和33年）開店 - 現：ダイエー西新店）。
跡地に建設されたビルに2009年（平成21年）3月1日に「ダイエーグルメシティ博多祇園店」が開店[34]。
- ダイエーグルメシティ博多祇園店◎（2009年（平成21年）3月1日[34] - 2015年（平成27年）8月31日） 福岡市博多区祇園町7-20[要出典]
2015年（平成27年）9月1日にマックスバリュ九州へ継承され[21]、マックスバリュ博多祇園店となった。その後、マックスバリュエクスプレス博多祇園店へ屋号変更され、[要出典]合併に伴い、2020年（令和2年）9月1日付でイオン九州の運営となった。
- メガバンドールキャナルシティ店（1996年（平成8年）4月20日[35] - 2001年（平成13年）8月31日[36][37][38]） 福岡市博多区住吉1-2
店舗面積約16,000m2[39]。
店舗は1階から4階までで、衣料品・スポーツ用品・家具・家電製品などを取扱い、1998年（平成10年）2月期に売上高約93.39億円を上げたが、2001年（平成13年）2月期に売上高が約61.94億円まで落ち込んで営業赤字が続いたことから閉店することになった[39]。
Kou'S（コウズ）ホールセールクラブの出店として当初は発表されていたが、ショッピングセンターという特性を考慮して誰でも入店できるメガバンドールの業態に変更して出店した[40]。
撤退後のテナントとしてコムサイズム[41] やスポーツオーソリティ[39] などが2001年（平成13年）11月16日に開業していた[37] が、どちらも2012年（平成24年）に撤退。現在はラオックスなどが入居している[要出典]。
- ダイエーグルメシティ雑餉隈店◎（旧：グルメシティ九州、1972年（昭和47年）12月[42] - 2015年（平成27年）8月31日） 福岡市博多区竹丘町3-1[42][33] SC名称:雑餉隈ショッピングバザール[43]
延べ床面積約4,436m2[43]、店舗面積約3,055m2[33]、駐車台数約120台[33]。
2015年（平成27年）9月1日にマックスバリュ九州へ継承され[21]、マックスバリュ雑餉隈店となった。合併に伴い、2020年（令和2年）9月1日付でイオン九州の運営となった。
- グルメシティ南福岡店◎（旧：グルメシティ九州、1981年（昭和56年）11月[43] - 2015年（平成27年）8月31日） 福岡市博多区三筑1-1-1[43]
延べ床面積約4,863m2[43]、店舗面積3,000m2[43]。直営店舗面積3,000m2[43]。
2015年（平成27年）9月1日にマックスバリュ九州へ継承され[21]、ザ・ビッグ南福岡店となった。合併に伴い、2020年（令和2年）9月1日付でイオン九州の運営となった。
- 吉塚店×（2009年（平成21年）4月4日[広報 4] - 2015年（平成27年）8月31日[要出典]） 福岡市博多区
福岡市博多区千代にあるパピヨンプラザ[注釈 1]内に出店。2015年（平成27年）9月1日にマックスバリュ九州へ継承され[21]、同年9月5日にマックスバリュ吉塚店となった[広報 5]。
契約の満了に伴い、2019年（平成31年）1月6日をもって閉店[45]。閉店後、同年（令和元年）6月に施設管理が大和リースへ継承され、[要出典]跡地に建設されたブランチ博多パピヨンガーデンが2020年（令和2年）3月13日に開業した[46]。
- 丸栄簑島店（1967年（昭和42年）2月15日[47] - ?） 福岡市博多区住吉873[47]
店舗面積1,089m2[47]

#### 東区
- 香椎駅前店×（旧:ユニード、1973年（昭和48年）12月14日[48][49] - 2000年（平成12年）1月末閉店[50]） 福岡市東区浜男734-2[48][49] SC名称:香椎ショッピングバザール（香椎アピロス）
敷地面積約8,861m2[48][49]、鉄筋コンクリート造地下1階地上3階建て塔屋1階[49]、延べ床面積約21,682m2[49]、店舗面積約12,731m2[49]（当社店舗面積約5,503m2[48] → 約8,591m2[49]）、駐車台数約300台[49]。
ユニードの「アピロス香椎店」として開業[51]。当店は、ユニードにおけるショッピングセンター第1号店である[要出典]。
香椎駅から徒歩3分から4分ほどの国道3号線沿いに出店しており、開業時点では屋上200台と地下1階100台の合計約300台という福岡市で最大の駐車場を持つスーパーで、1階正面玄関付近には2階まで吹き抜けの噴水のある広場が設置されていた[48]。
跡地には、建物部分にマンション、および駐車場部分にトヨタカローラ福岡販売店が建設された[要出典]。

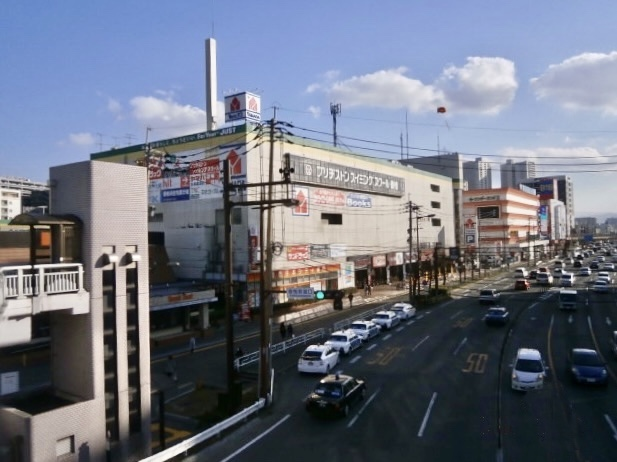
ダイエー香椎店跡地（現:ヤマダ電機テックランド福岡香椎店）

- 香椎店（1980年（昭和55年）5月29日[4] - 2005年（平成17年）10月31日[31]） 福岡市東区千早5-8-1[4] SC名称：ビッグマートビル[4]
店舗面積12,419m2（直営店舗面積約10,065m2）[52]、延べ床面積約25,157m2[52]。
福岡地所株式会社が所有する建物に出店[4]。2003年（平成15年）11月にジャスコ香椎浜店（現・イオン香椎浜店）が開業した影響で売上が減少して閉店となった[53]。
撤退後は、ヤマダ電機福岡香椎本店となった。地下食品売場はハローデイが入店していたが老朽化に伴い、現在は解体され、JR九州が中心となり、マンション（MJR千早ミッドスクエア）が建設中。[要出典]。
- グルメシティ箱崎店×（旧:丸栄・ユニード、1964年（昭和39年）11月28日[47] - 2009年（平成21年）1月11日[54]） 福岡市東区箱崎1-38-15[32][42] SC名称:箱崎ショッピングバザール[52]
延べ床面積約5,993m2[52]、店舗面積3,804m2[33]、駐車台数約30台[33]。
店舗面積約3,804m2[55]。閉店時の直営店舗面積約1,977m2[広報 6]
開店時はスーパー丸栄箱崎店。
競争激化による売り上げ低迷に加え、建物の老朽化のため閉店[54]。5階建てだったが、2000年（平成12年）代前半ごろからは5階が、末期は4・5階が閉鎖されていた。エレベータは従業員用1基のみ（ただし、夜間の特定時間帯に限り客も使用できた）。2010年（平成22年）初頭ごろに解体が始まり同年4月初旬までに更地となった。旧駐車場部分（箱崎郵便局側）に、2010年（平成22年）7月20日にペット共生型の賃貸マンション「CAMARADE（カマラード）」（9階建て）が完成、その後、旧店舗部分にマンション「ファーネスト箱崎宮前」などが完成[要出典]。
- グルメシティ土井店◎（旧：グルメシティ九州、1995年（平成7年）10月19日[26] - 2015年（平成27年）8月31日） 福岡市東区青葉7-61-1[43]
福岡東MMプラザ（店舗面積9,599m2、延べ床面積約11,721m2）にミスターマックス土井店（店舗面積7,384m2）と共に出店していた[43]。店舗面積2,215m2[43]。
2015年（平成27年）9月1日にマックスバリュ九州へ継承され[21]、マックスバリュ土井店となったが、約2ヶ月後の同年11月7日にザ・ビッグ土井店へ業態転換[広報 7]。合併に伴い、2020年（令和2年）9月1日付でイオン九州の運営となった。

#### 西区
- マリナタウン店◎（2000年（平成12年）3月2日[56] - 2015年（平成27年）8月31日） 福岡市西区豊浜3-1-10 SC名称:ショッパーズモールマリナタウン
初のサーキットモール形式を採用したショッパーズモールマリナタウンの中核店舗として開業[56]。開業時には4つの核売場を持ち、それらを繋ぐ形で設置された専門店街に42店舗が出店していた[56]。
イオンの完全子会社のイオンストア九州が継承して業務委託契約を締結し[7]、2015年（平成27年）9月1日にイオン九州が運営を継承して[21]イオンマリナタウン店となった。ただし、継承と同時にイオンへの看板交換は行われず[6]、同年10月5日にイオンの看板に切り替えられることになった[27]。合併に伴い、2020年（令和2年）9月1日付で施設管理がイオン九州へ継承された。
- 福重店（旧:ユニード、1983年（昭和58年）11月23日[26] - 2018年（平成29年）9月30日[要出典]） 福岡市西区拾六町字餅田53[57]
店舗面積15,152m2[26]、延べ床面積22,651m2。
ユニードの「福重アピロス」として開業。1994年（平成6年）にダイエーへ屋号変更された。
イオンの完全子会社のイオンストア九州が継承して業務委託契約を締結し[7]、2015年（平成27年）9月1日にイオン九州が運営を継承して[21]イオン福重店となった。ただし、継承と同時にイオンへの看板交換は行われず[6]、同年10月15日にイオンの看板に切り替えられることになった[27]。
2018年（平成29年）9月30日をもって閉店[広報 8]。閉店後、パン・パシフィック・インターナショナルホールディングス傘下の長崎屋が居抜き出店し、2019年（令和元年）6月27日に「MEGAドン・キホーテ福岡福重店」がオープンし、3階には大創産業が運営する「DAISO（ダイソー）」やベスト電器などの専門店が入居した[58]。

- 荒江店（旧:ユニード、福岡市西区飯倉2-1-4[33]）
店舗面積約2,488m2[33]、駐車台数約100台[33]。

- 今宿店（旧:ユニード、福岡市西区今宿手の口7[33][59]、1979年（昭和54年）5月[59]）
店舗面積約923m2[33]、駐車台数約30台[33]。

- 野方店（旧:ユニード、福岡市西区野方78-1[33][59]、1979年（昭和54年）6月[59]）
店舗面積約899m2[33][59]、駐車台数約50台[33]。

- 周船寺店（旧:ユニード、福岡市西区大字周船寺426-1[33][59]、1979年（昭和54年）4月[59]）
店舗面積約506m2[33][59]、駐車台数約20台[33]。

#### 南区
- 野間店×（旧:ユニード、1976年（昭和51年）9月30日[60][26] - 2005年（平成17年）10月31日[31]） 福岡市南区柳河内1-2-10[60]
敷地面積約13,200m2[60]、鉄筋コンクリート造地下1階地上2階建て塔屋2階[60]、延べ床面積約19,537m2[60]、店舗面積約10,879m2[60]（当社店舗面積約6,675m2[60]）、駐車台数約800台[61]。
アピロス野間店として開業[51][62]。跡地には、商業施設パセオ野間大池（マルショク野間大池店など）が2008年（平成20年）にオープンした[要出典]。
- 屋形原店（旧:ユニード、1975年（昭和50年）3月[62] - ） 福岡市南区屋形原486-1[63]
売場面積2,016m2[64]、駐車台数約55台[61]。
郊外住宅地立地型店舗であった[65]。
ユニードマート屋形原店（店舗面積1,856m2、延べ床面積約2,627m2）はレッドキャベツが核店舗となっていたが[62]、2020年（令和2年）3月20日をもって閉店した[要出典]。
- グルメシティ井尻駅前店◎（旧:グルメシティ九州、1972年（昭和47年）5月[43] - 2015年（平成27年）8月31日） 福岡市南区井尻4-1-34[43]
店舗面積2,501m2[43]、延べ床面積約3,042m2[43]。直営店舗面積2,359m2[43]。
2015年（平成27年）9月1日にマックスバリュ九州へ継承され[21]、マックスバリュ井尻駅前店となり、その後、マックスバリュエクスプレス井尻駅前店へ屋号変更。[要出典]合併に伴い、2020年（令和2年）9月1日付でイオン九州の運営となった[広報 1]。
- ダイエーグルメシティ大橋店◎（旧：グルメシティ九州、1983年（昭和58年）4月[43] - 2015年（平成27年）8月31日） 福岡市南区大橋1-27-8[43] SC名称:大橋共同ビル[43]
店舗面積2,937m2[43]、延べ床面積約4,58m2[43]。直営店舗面積2,531m2[43]。
2015年（平成27年）9月1日にマックスバリュ九州へ継承され[21]、マックスバリュ大橋店となり、2016年（平成28年）7月28日のリフレッシュオープンによりマックスバリュエクスプレス大橋店へ屋号変更[広報 9]。合併に伴い、2020年（令和2年）9月1日付でイオン九州の運営となった。

#### 城南区
- 友泉亭店◎（1974年（昭和49年）12月10日開店[66] - 1998年（平成10年）6月30日） 福岡市城南区友丘[3]
2階建て[66]、延べ床面積約3,900m2[66]、店舗面積約2,145m2[66]。
閉店後、レッドキャベツ友丘店として営業していたが、2020年（令和2年）3月16日をもって一旦閉店。固定資産をマックスバリュ九州が取得し、同年3月21日に同社が運営する店舗として再オープン。同年6月にマックスバリュエクスプレス友丘店へ屋号変更され、合併に伴い、[要出典]同年9月1日付でイオン九州の運営となった[広報 1]

#### 早良区
- 原店×（旧:ユニード、1976年（昭和51年）10月27日[67][26] - 2005年（平成17年）10月31日[31]） 福岡市早良区原2-756[67]
敷地面積約18,843m2[67]、鉄筋コンクリート造地上3階建て塔屋1階[67]、延べ床面積約27,882m2[67]、店舗面積約14,071m2[67]（当社店舗面積約11,272m2[67]）、駐車台数約550台[67]。
跡地には、当時のマイカル九州が原サティが2007年（平成19年）3月8日に開店[68]。合併に伴い、同年8月21日付でイオン九州の運営となり、2011年（平成23年）3月1日の店舗ブランド統合に伴い、ショッピングセンター名をイオン原ショッピングセンター、核店舗名をイオン原店にそれぞれ改称された。[要出典]賃貸契約期間の満了に伴って2019年（平成31年）1月31日をもって一旦閉店[広報 10]。店舗は建て替えにより大和ハウス工業傘下のダイワロイヤルが開発した原ショッピングセンターとなり、2020年（令和2年）11月19日に核店舗の名称を引き継いだイオン原店として再開業した[69]。

- 丸栄西新店[12] → ユニード西新店[70] → トポス西新店 → 西新店（旧：丸栄・ユニード、1958年（昭和33年）9月開店[71][12] 1967年（昭和42年）9月13日[47] - 2015年（平成27年）8月31日） 福岡市早良区西新4-8-13 原田ビル[72] SC名称:西新ショッピングバザール[72]×
延べ床面積約12,121m2[73]、店舗面積10,053m2[33]、駐車台数約170台[33]。
1958年（昭和33年）に開業した福岡市内初のスーパーマーケット・「丸栄西新店」[12] が始まりで、1967年(昭和42年)9月に道路を隔てて新館を開設して食品や衣料品売り場を移転させて本館は家具・雑貨売り場とした[74]（ショッピングバザール西新ハウジングは福岡市西区城西3-60[72]）。
イオンの完全子会社のイオンストア九州が継承して業務委託契約を締結し[7]、2015年（平成27年）9月1日にイオン九州が運営を継承して[21]イオン西新店となった。ただし、継承と同時にイオンへの看板交換は行われず[6]、同年11月20日にイオンの看板に切り替えられることになった[27]。
店舗の老朽化などを理由として2016年（平成28年）5月末をもって閉店した[70]。
跡地は西日本鉄道が取得して同社が運営する有料老人ホーム「サンカルナ西新」となり、イオン九州は1階に小型のスーパーマーケット業態「マックスバリュエクスプレス西新店」として2021年（令和3年）4月20日に再出店した[広報 11]
- グルメシティ野芥店 → 野芥店◎（旧：ユニード、1978年（昭和53年）5月[73] - 2015年（平成27年）8月31日）福岡市早良区野芥2-1-6[73] SC名称:野芥ショッピングバザール[73]
延べ床面積約4,645m2[73]、店舗面積約2,403m2[33]、駐車台数約300台[33]。

- イオンの完全子会社のイオンストア九州が継承して業務委託契約を締結し[7]、2015年（平成27年）9月1日にイオン九州が運営を継承して[21] イオン野芥店となった。ただし、継承と同時にイオンへの看板交換は行われず[6]、同年10月15日にイオンの看板に切り替えられることになった[27]。合併に伴い、2020年（令和2年）9月1日付で施設管理がイオン九州へ継承。同年10月10日のリニューアルにより、食料品売場がマックスバリュエクスプレス野芥駅前店へ転換され、総合スーパー内にスーパーマーケットがテナントとして入居する特殊業態となった[広報 12]。

- 南庄店（旧:ユニード、福岡市西区南庄2-39[33][59]（現：早良区）、1979年（昭和54年）7月[59]）
店舗面積約423m2[33][59]、駐車台数約35台[33]。

### 北九州市

#### 小倉北区
- 小倉店×[75]（1968年（昭和43年）3月15日[8][76] - 1999年（平成11年）8月31日[77]） 北九州市小倉北区室町1-2-1[8][19]
地上5階建て[78]、店舗面積約10,510m2[77]、駐車台数約70台[33]。
小倉警察署跡に開業した[79]。
ダイエーが本格的なディスカウント・デパートを目指す為に本格的に力を入れた店舗。[要出典]
ダイエーが存在する地区が再開発を行う為、閉店。ダイエーの他に小倉玉屋や小倉北区役所も閉鎖し移転した。なお、ダイエーは解体後に開発されるリバーウォーク北九州にグルメシティとして出店していたが、こちらも閉店した（後述）。[要出典]

- グルメシティリバーウォーク店（2003年（平成15年）4月19日[80] - 2012年（平成24年）6月30日[広報 13][81]） 北九州市小倉北区室町1-1-1[80] SC名称：リバーウォーク北九州[80]
敷地面積約24,600m2[82]、鉄骨造・一部鉄骨鉄筋コンクリート造地下2階地上15階建て[82]、延べ床面積約176,000m2[82]、駐車台数約800台[82]。
旧小倉店を解体して誕生したリバーウォーク北九州の地下1階に出店していた店舗面積約3,260m2の店舗であった[83] が近隣のスーパーやディスカウント店との競争が激化して売上高が約6億円に低迷し、早期の黒字化が困難だとして2012年（平成24年）6月に閉店した[84]。
当店の撤退にあわせダイエーが隣接して運営してきたレストランや雑貨店など27店が出店する[84] 約4,830m2のフードコート「フードパオ」も撤退した[83]。
撤退後のテナントとして家具・インテリア店「SAKODA(サコダ)」が出店[81]。
その後、SAKODAも閉店し、2023年10月30日にロピアの九州3号店としてオープン。[独自研究?]
- 朝日ケ丘店×[85]（旧:ユニード[86]、1972年（昭和47年）9月13日[87] - 2007年（平成19年）7月31日[広報 14]） 北九州市小倉北区朝日ケ丘3-31[87] SC名称:朝日ヶ丘ショッピングバザール[86]
敷地面積約11,121m2[87]、鉄筋コンクリート造地上3階建て塔屋1階[87]、延べ床面積約9,769m2[87]、店舗面積約6,477m2[87]（当社店舗面積約5,020m2[87]）、駐車台数約250台[87]。（閉店時の直営店舗面積約4,159m2[広報 14]）。
解体後、跡地には2008年（平成20年）10月30日にサンリブ朝日が丘店が出店[85]。
- グルメシティ三萩野店◎（旧：グルメシティ九州、1972年（昭和47年）11月[59] - 2015年（平成27年）8月31日） 北九州市小倉北区昭和町14-20[33][59]（旧・5-795[72]） SC名称:三萩野ショッピングバザール[72]
延べ床面積約5,216m2[62]、店舗面積2,841m2[33][59]。
2015年（平成27年）9月1日にマックスバリュ九州へ継承され[21]、マックスバリュ三萩野店となった。合併に伴い、2020年（令和2年）9月1日付でイオン九州の運営となった。[要出典]
- グルメシティ小倉足立店◎（旧：グルメシティ九州、? - 2015年（平成27年）8月31日） 北九州市小倉北区
読売新聞西部本社跡地の再開発施設として、アクロスプラザ小倉の一角に開業。[要出典]
2015年（平成27年）9月1日にマックスバリュ九州へ継承され[21]、一旦マックスバリュ小倉足立店として開店するも、約1ヶ月後の同年10月3日にザ・ビッグエクスプレス小倉足立店へ業態転換された[広報 15] 。合併に伴い、2020年（令和2年）9月1日付でイオン九州の運営となった。[要出典]

#### 小倉南区
- 徳力店×[88]（旧:ユニード、1980年（昭和55年）7月4日[89][90] - 2009年（平成21年）2月28日[広報 6]） 北九州市小倉南区守恒1丁目11-20[90]
敷地面積約24,289m2[90]、鉄筋コンクリート造地上2階建て塔屋1階[90]、延べ床面積約18,228m2[90]、店舗面積約11,567m2[90]（当社店舗面積約6,500m2[90]）、駐車台数約880台[90]。（閉店時の直営店舗面積約7,213m2[広報 6]）。
直方市の「谷弥」が開発した商業施設「アピロス徳力」は、ダイエー徳力店と専門店で構成していた[88]。ユニードが「アピロス徳力店」として開業した後、ダイエーに譲渡した店舗。[要出典]
閉店後に谷弥が旧建物を解体して建て替えを進め、2012年（平成24年）10月25日にサンリブもりつねとして開業した[88]。

- 城野店×（旧：九州ダイエー→ユニード、1981年（昭和56年）2月[91] - 2015年（平成27年）8月31日） 北九州市小倉南区富士見1-4-1[92]
店舗面積約10,733m2[91]。
イオンの完全子会社のイオンストア九州が継承して業務委託契約を締結し[7]、2015年（平成27年）9月1日にイオン九州が運営を継承して[21] イオン城野店となった。
2017年（平成29年）1月31日をもって閉店し、建て替えを経て、2023年（令和5年）5月18日にイオン九州運営のスーパーマーケット「マックスバリュ城野駅前店」として再出店[広報 16]。

#### 八幡
- 八幡店 → グルメシティ八幡店（旧:ユニード、1971年（昭和46年）2月17日[93] - 2009年（平成21年）10月31日[広報 17]） 北九州市八幡東区中央町2-15-13[32][72] SC名称:八幡ショッピングバザール[72][94]
店舗面積約3,470m2[32]。閉店時の直営店舗面積約2,344m2[広報 17]
丸物八幡店の跡地に開店[95]。売り上げ低迷と建物の老朽化のため閉店。[要出典]
- 黒崎店 → トポス黒崎店×[要出典]（1968年（昭和43年）5月17日[8][9][96] - 1982年（昭和57年）10月23日業態転換 - 2001年（平成13年）1月31日[97]） 北九州市八幡西区熊手2丁目熊手4-38[8][19]
店舗面積約8,031m2[33]、駐車台数約100台[33]。
当初は九州ダイエーが運営していたがユニードとの合併によりユニードが運営していた[98]。
黒崎駅から南へ約400mの[99] アーケード街・新天街沿いにある地下1階・地上4階建ての店舗であった[100]。
店舗跡の土地と建物は2005年（平成17年）10月に石原商事が取得して改装し、2006年（平成18年）6月23日に同社の運営する1階にスーパー「アパンダ黒崎店」が出店したほか、2階には100円均一店の「キャンドゥ」や服飾関連の店舗などが出店して営業を再開した[100]。
しかし、アバンダも打ち上げの低迷と運営母体の石原商事の経営破たんの影響で、1階の食品売り場のみ営業へ縮小した後、2007年（平成19年）11月11日で閉店することになった[99]。
現在は解体されて駐車場になっている。[要出典]
店舗面積5,300m2[101]。
- 丸栄黒崎店 → アピロス黒崎店（1964年（昭和39年）3月6日[102] - 1985年（昭和60年）4月[14])　八幡西区藤田4-3-1[32]（旧・八幡区神原町1[102]）
店舗面積6,272m2[102]

#### その他の北九州市
- 門司店 → グルメシティ門司店（旧:ユニード、1978年（昭和53年）11月[59] - 2002年（平成14年）8月29日[103]） 北九州市門司区下二十町1-1[59] SC名称:門司ショッピングバザール
店舗面積約2,480m2[59]。
食料品や衣料品などを販売していたが、競合店との競争で2001年（平成13年）度の売上高が約10.05億円へ落ち込んで業績回復が難しいとして閉店した[103]。
- 丸栄若松店 → ユニード若松店（1963年（昭和38年）12月10日[47] - ?） 北九州市若松区本町2-4-25[47]
店舗面積1,074m2[47]

### 久留米市
- 久留米店×[要出典]（旧:ダイエー→九州ダイエー→ユニード、1970年（昭和45年）11月21日[104] - 1998年（平成10年）11月末[105]） 久留米市東町337-1[106] SC名称:久留米ショッパーズプラザ[106]
敷地面積約2,686m2[17]、地下1階地上5階[17]、延べ床面積12,688m2[17]、店舗面積9,078m2[17]。
福岡ショッパーズプラザと共に出店が発表された店舗。現在は、時間貸駐車場になっている。[要出典]
- 久留米東店×（旧:ユニード[107]、1960年（昭和35年）11月[106] - 2000年（平成13年）1月18日[108]） 久留米市東町82[32][106] SC名称:久留米ショッピングバザール[106]
店舗面積約12,150m2[32]。
西鉄久留米駅の近くに出店していた[106]。現在は、駐車場だが、一時期分譲マンションのモデルルームがあった。なお、裏側の立体駐車場は現在も残っている。[要出典]
- 六ツ門店（旧:ユニード、1983年（昭和58年）3月31日[109] - 2005年（平成17年）11月20日[110]） 久留米市六ツ門町3[106] SC名称：六ツ門プラザビル[109]
店舗面積約12,941m2[111]、延べ床面積約25,2982[111]。
久留米市の六ツ門地区の再開発で建設された「六ツ門プラザビル」の約90%を占める形で出店した[109]
「ユニード ショッパーズ六ツ門店」として開業。飯塚市の不動産会社「ティーティーエス企画」が購入し、複合商業施設「くるめりあ六ツ門」に。2010年（平成22年）7月29日にハローデイなどが入店しB2-2Fが開業し、レストランや市立図書館分館などが入居する3-6階は2010年（平成22年）末までに順次開店[112]。
- グルメシティJR久留米店（旧:ユニード→ダイエー、1972年（昭和47年）10月[43] - 2015年（平成27年）8月23日[113]）久留米市中央町14-1[33] SC名称：久留米国鉄ショッピングバザール
延べ床面積約9,733m2[43]、店舗面積約2,158m2[33]、駐車台数約60台[33]。
JR久留米駅の近くに出店していた。開業当初の店舗名は「ユニード久留米国鉄店」。久留米市内で最後のダイエー店舗として機能していたが、建物の老朽化や駅周辺の再開発などに伴い閉店、筑後地区からダイエー店舗が全て消滅した。2016年（平成28年）に土地・建物を西日本鉄道（西鉄）が購入し、跡地に分譲マンションが建設される予定。[要出典]

### 春日市
- 春日店（旧:ユニード、1982年（昭和57年）3月26日[114] - 2011年（平成23年）1月31日[広報 18]） 春日市下白水南1-1[62] SC名称:第2グリーンプラザビル
延べ床面積約21,125m2[62]、店舗面積約11,389m2[62]（直営店舗面積9,672m2[62] → 閉店時の直営店舗面積約7,769m2[広報 18]）、駐車台数約200台[33]。
ユニードの「アピロス春日店」として開業[51][62]。
跡地には、2011年（平成23年）9月29日に1階にハローデイ春日店と、2階にヤマダデンキテックランド春日店が開業[115]
- ユニード井尻店  (1974年（昭和49年）6月28日[116] - 1985年（昭和60年）3月[14])　春日市大字須玖字大坪1240-1[33](現在の春日市須玖北)
店舗面積4,854m2[33][117]、駐車台数約300台[33]。
閉店後はディスカウントストアのオサダ→コジマNEW福岡春日店 → コジマ×ビックカメラ福岡春日店[要出典]
- グルメシティ大土居店（旧:ユニード春日店[51]、1978年（昭和53年）3月[62] - 2011年（平成23年）11月30日[広報 19]）春日市下白水343-1[42] SC名称:春日ショッピングバザール[62]
延べ床面積約2,042m2[62]、店舗面積約1,473m2[42]。閉店時の直営店舗面積約1,593m2[広報 19]

- 昇町店（旧:ユニード、春日市下白水749-1[33][59]、1978年（昭和53年）12月[59]）
店舗面積約479m2[33][59]、駐車台数約50台[33]。

- グルメシティ上白水店（旧：グルメシティ九州、1994年（平成6年）12月[73] - 2015年（平成27年）8月31日） 春日市上白水420[33]
延べ床面積約1,500m2[73]、店舗面積408m2[33]、駐車台数約80台[33]。
2015年（平成27年）9月1日にマックスバリュ九州へ継承され[21]、マックスバリュ上白水店となった後、2016年（平成28年）6月9日のリフレッシュオープンに伴い、マックスバリュエクスプレス上白水店へ屋号変更した[広報 20]。合併に伴い、2020年（令和2年）9月1日付でイオン九州の運営となった。

### 筑紫野市
- 湯町店 → グルメシティ二日市店（旧:ユニード、1979年（昭和54年）[51] - 2005年（平成17年）8月31日） 筑紫野市二日市807-1[118]
店舗面積395m2[89]
閉店後はアパンダになったが倒産のため2007年（平成19年）閉店。後にスーパージョイントが開店。後に閉店し、現在はドラッグストアモリ二日市南店。[要出典]
- 二日市店（旧：ユニード、1974年（昭和44年）3月15日[116] - 2015年（平成27年）8月31日） 筑紫野市二日市芦原630[119] SC名称:二日市ショッピングバザール[43]
敷地面積約7,128m2[119]、鉄筋コンクリート造地下1階地上3階建て塔屋1階[119]、延べ床面積約14,990m2[119] → 約15,913m2[43]、店舗面積約7,204m2[119]（当社店舗面積約5,457m2[119]） → 8,336m2[43]（直営店舗面積約6,718m2[43]）、駐車台数約140台[61] → 約331台[119]。
イオンの完全子会社のイオンストア九州が継承して業務委託契約を締結し[7]、2015年（平成27年）9月1日にイオン九州が運営を継承することになった[21]。イオン二日市店となった。ただし、継承と同時にイオンへの看板交換は行われず[6]、同年11月10日にイオンの看板に切り替えられることになった[27]。合併に伴い、2020年（令和2年）9月1日付で施設管理がイオン九州へ承継された。
- 筑後店（1979年（昭和54年）4月[59] - 1998年（平成10年）1月31日[120]） 筑後市山ノ井197-2[59][121]
店舗面積約3,646m2[59]。
株式会社オオツカが所有する建物に出店[51]。ワンフロアの面積が狭く敷地内に駐車場がないことから、年々売り上げは低迷していた[120]。

### 古賀市
- ハイパーマート千鳥店×[要出典]（1996年（平成8年）6月14日[122] - 2000年（平成12年）9月30日[123]） 古賀市舞の里3-14-12[122]
当初は直営であったが、1999年（平成11年）8月1日に株式会社ダイエー・ハイパーマートに移管された[広報 21] 。株式会社ディー・ハイパーマートに移管されないまま閉店。[要出典]
敷地面積24,044m2に延べ床面積26,054m2、店舗面積10,008m2（直営9,100m2）の店舗だった[122]。
2002年 (平成14年) 12月にはイオンスーパーセンター（運営会社による経営統合もあり2008年の店名変更までは[124] 旧スーパーセンターホームワイド）古賀店が入居したが[125]、2015年（平成27年）8月31日をもって閉店している[124]。
現在では、ケーズデンキ及びビッグモーターが同所に出店している。[要出典]
- グルメシティ古賀店（1977年（昭和52年）7月22日[126] - 2013年6月9日[広報 22]） 古賀市東1-4-1[43]
延べ床面積約2,023m2[43]、店舗面積1,592m2[126]、駐車台数約160台[33]。
閉店時の直営店舗面積約1,554m2[広報 22]。

### その他の福岡県
- バンドール中間店 → ショッパーズモールなかま西館（1993年（平成5年）12月1日[127] - 2012年（平成24年）1月15日[要出典]） 中間市
プランタンの開業を計画していた[128] 建物にバンドールとして開業。2002年（平成14年）4月でバンドール中間店としての営業を終了して[28] 専門店を組み込んだ施設となったが閉鎖された。[要出典]
- 中間店 → ダイエーショッパーズモールなかま◎（旧：九州ダイエー→ユニード、1978年（昭和53年）9月29日[129][130][131][132] - 2015年（平成27年）8月31日） 中間市上蓮花寺1-29-2[130] SC名称:ショッパーズモールなかま
敷地面積約41,000m2[130]、鉄筋コンクリート造地上2階建て塔屋2階[130]、延べ床面積約24,200m2[130]、店舗面積約20,938m2[130]（当社店舗面積約9,635m2[130]）、駐車台数約840台[130]。
イオンの完全子会社のイオンストア九州が継承して業務委託契約を締結し[7]、2015年（平成27年）9月1日にイオン九州が運営を継承して[21]イオンなかま店となった。ただし、継承と同時にイオンへの看板交換は行われず[6]、同年10月28日にイオンの看板に切り替えられることになった[27]。合併に伴い、2020年（令和2年）9月1日付で施設管理がイオン九州へ承継された。
イオンなかま店を含む東館は2021年（令和3年）9月30日をもって建て替えのため閉店し、2023年（令和5年）3月10日に2代目店舗が開業した[広報 23]。
西館とモール館は2022年（令和4年）4月20日に「プラザモールなかま」として開業され、核店舗としてトライアルカンパニーが運営する「メガセンタートライアル中間店」が入居した[133]。
- 直方店（旧:ユニード、1977年（昭和52年）9月22日[134] - 1995年（平成7年）[135] 2月28日） 直方市古町874-1[33]SC名称:直方ショッピングバザール[134][136]
店舗面積約4,948m2[134]、駐車台数約50台[33]。
古町商店街に出店していた[137]。
店舗跡は2008年（平成20年）12月にもち吉が取得し[137]、商業ビル「もち吉ビル」となった[138]。
- 宮田店（旧:ダイコー宮田[51]、1980年（昭和55年）12月5日[139] - 1998年（平成10年）6月30日） 鞍手郡宮田町大字宮田112[139]（現：宮若市）
敷地面積約8,686m2[139]、鉄筋コンクリート造地上2階建て塔屋1階[139]、延べ床面積約5,621m2[139]、店舗面積約3,479m2[139]（当社店舗面積約2,197m2[140]） → 約4,741m2[141]、駐車台数約170台[139]。
「宮田新道協同組合」と共に開設した「宮田ショッピングセンター」の核店舗として出店していた[139]。
オーナーの閉業により閉店。[要出典]
- 鞍手店（旧:ユニード、1981年（昭和56年）3月27日[142] - 1998年（平成10年）6月30日） 鞍手郡鞍手町大字中山2341-1[142]
敷地面積約5,298m2[142]、鉄筋コンクリート造地上1階建て塔屋1階[142]、延べ床面積約3,320m2[142]、店舗面積約1,913m2[142]（当社店舗面積約1,567m2[142]）、駐車台数約200台[142]。
「鞍手商業開発」と共に開設した「鞍手ショッピングセンターサンプラザ」の核店舗として出店していた[142]。

- 東郷店×（旧:ユニードアピロス東郷[51]、1979年（昭和54年）6月[3] - 1998年（平成10年）6月30日） 宗像市田熊[3] SC名称:東郷ショピングバザール
店舗面積約5,737m2[3]。
跡地は駐車場部分がパチンコ店、店舗部分は東郷駅前広場となっている。[独自研究?]
- 篠栗店 → グルメシティ篠栗店（旧:ユニード、1980年（昭和55年）11月[43] - 2010年（平成22年）11月30日[広報 18]） 糟屋郡篠栗町 SC名称:篠栗ショッピングバザール[43]
店舗面積1,705m2[43]、延べ床面積約6,296m2[43]。直営店舗面積1,705m2[43]。
閉店時の直営店舗面積約1,904m2[広報 18]
- ハイパーマート須恵店 → ディー・ハイパーマート須恵店[広報 24]（1999年（平成11年）5月26日 - 2002年（平成14年）5月31日[28]） 糟屋郡須恵町
当初は直営であったが、1999年（平成11年）8月1日に株式会社ダイエー・ハイパーマートに[広報 21]、さらに2000年（平成12年）9月1日に株式会社ディー・ハイパーマートに移管された[広報 24]。
- 安徳店（旧:ユニード、1982年（昭和57年）[51] 5月 - ?） 那珂川市 SC名称:安徳ショッピングバザール
ユニードの「Fバーンズ安徳店」として開業[51]。
- 甘木店×（旧:ユニード、1983年（昭和58年）7月8日[143] - 2002年（平成14年）5月[28] 26日） 甘木市大字甘木1677-1[144]（現：朝倉市） SC名称:甘木ショッピングバザール
延べ床面積約6,296m2[143]、店舗面積約2,531m2[145]。
閉店後はマルシェになったが2008年（平成20年）に閉店され、解体。跡地にはレッドキャベツ甘木駅前店が開業。[要出典]2020年（令和2年）3月17日をもって一旦閉店し、固定資産をマックスバリュ九州が取得し、同年3月21日に同社が運営する店舗として再開業。合併に伴って、同年9月1日付でイオン九州の運営となり、同年11月13日にザ・ビッグ甘木駅前店へ業態転換された[広報 25]。
- 大川店（旧:ユニード、1979年（昭和54年）7月[59] - 1998年（平成10年）2月28日） 大川市大字向島字六反田1639[59]
店舗面積約3,105m2[59]。
建物は現存し、現在はディスカウントストアルミエール大川店が入居している。[要出典]
- 大牟田店×[要出典]（旧:ユニード、1970年（昭和45年）11月17日[146] - 1995年（平成7年）2月28日） 大牟田市明治町1-1-47[146] SC名称:大牟田ショッピングバザール
店舗面積約5.030m2[146] → 約13,174m2[147]。
- 下大利店×（旧：ユニード、1987年（昭和62年）4月10日[148] - 2015年（平成27年）8月31日） 大野城市下大利1-21-1[148]
敷地面積約41,000m2[148]、鉄筋コンクリート造地上2階建て塔屋1階[148]、延べ床面積約15,409m2[148]、店舗面積約8,936m2[148]（当社店舗面積約5,305m2[148]）、駐車台数約500台[148]。
「下大利えびす協同組合」と共に開設した「下大利えびすショッピングセンターピュア」の核店舗として出店していた[148]。
イオンの完全子会社のイオンストア九州が継承して業務委託契約を締結し[7]、2015年（平成27年）9月1日にイオン九州が運営を継承することになった[21]。イオン下大利店となった。ただし、継承と同時にイオンへの看板交換は行われず[6]、同年10月9日にイオンの看板に切り替えられることになった[27]。
店舗建て替えのため、2019年（平成31年）3月31日をもって一旦営業を終了する形で閉店した[広報 26]。
店舗跡には分譲マンションと商業施設などからなる住・商複合開発「MJRザ・ガーデン下大利」が建設され[149]、2022年（令和4年）3月10日に同敷地内にイオン九州運営のスーパーマーケット「マックスバリュ下大利店」として再開業した[広報 27]
- グルメシティ港町店（旧：グルメシティ九州、? - 2015年（平成27年）8月31日）
2015年（平成27年）9月1日にマックスバリュ九州へ継承され[21]、マックスバリュ港町店となった。合併に伴い、2020年（令和2年）9月1日付でイオン九州の運営となった。[要出典]
- 水巻店×（旧：ユニード、1983年（昭和58年）4月29日[140] - 2015年（平成27年）8月31日） 遠賀郡水巻町大字古賀1454-1[140] SC名称:水巻ショッピングバザール[43]
敷地面積約37,395m2[140]、鉄筋コンクリート造地上1階建て塔屋2階[140]、延べ床面積約13,290m2[140] → 約18,831m2[43]、店舗面積約8,384m2[140]（当社店舗面積約6,500m2[140]） → 店舗面積約14,632m2[43]（当社店舗面積12,365m2[43]）、駐車台数約1,000台[140]。
イオンの完全子会社の「イオンストア九州」が継承して業務委託契約を締結し[7]、2015年（平成27年）9月1日にイオン九州が運営を継承することになった[21]。イオン水巻店となった。ただし、継承と同時にイオンへの看板交換は行われず[6]、同年11月26日にイオンの看板に切り替えられることになった[27]。
2017年（平成29年）3月31日をもって閉店[広報 28]。跡地は大和ハウス工業傘下のダイワロイヤルが再開発し、2019年（令和元年）10月10日にショッピングセンター「ライフガーデン水巻」が開業した[広報 29]。

- 遠賀川店（旧:ユニード、遠賀郡遠賀町大字広渡1829-5-6[33]、1977年（昭和52年）11月[42][42]）
店舗面積約436m2[33]、駐車台数約35台[33]。

## 佐賀県
- 基山店（旧:ユニード、1982年（昭和57年）[51] - ?） 三養基郡基山町宮浦186-18[150] SC名称：基山モール商店街
店舗面積約1,250m2[151]。
基山町の街路整備事業で立ち退きを迫られた商店街の一部店舗34店舗が「三井きやまニュータウン」の南端部で基山駅から約200mほどの場所に集団移転する形で開設されることになった[152]「基山モール商店街」の核店舗として出店していた[153]。
基山モール商店街の核店舗。後に西鉄ストア基山店 → マルシェ基山店 → マイキッチン基山店 → 食品バラエティストアチマキング基山店 → ディスカウントストアトライアル基山店[要出典]
- 佐賀店×[154]（旧:ダイエー→九州ダイエー→ユニード、1972年（昭和47年）10月25日[155][156] - 1998年（平成10年）2月28日[157]） 佐賀市白山2-2-16[155][33] SC名称:佐賀ショッパーズプラザ[33]
店舗面積約5,207m2[33]。
当店の出店により立地する白山町などの歩行者通行量が約2倍に増えるなど、開業当初は強い集客力を持っていた[158]。
1999年（平成11年）4月に「ヒートアイランド」が借りてコムサ・デ・モードなどの衣料品や雑貨販売を行う店舗としてピーク時には年商10億円を上げていたが、競合する大型店の出店で売上が約3分の1に落ち込んだため会社を清算することになり、2009年（平成21年）6月29日に閉店した[159]。ヒートアイランドの閉店後もサイバックは営業していた。[要出典]
2011年（平成23年）6月に店舗跡のビルを取り壊して隣接する国有地や駐車場などと合わせた土地に[154]、佐賀県と佐賀市、佐賀中部広域連合、佐賀県信用保証協会、日立キャピタルの5者で2013年（平成25年）4月18日に着工し[160]、2014年（平成26年）2月28日に鉄骨造り7階建て延べ床面積9,756m2の「佐賀商工ビル」が完成した[161]。
- トポス佐賀店×[要出典]（旧:ユニード、1967年（昭和42年）11月15日[162] - 1982年（昭和57年）4月30日業態転換 - 1995年（平成7年）2月28日） 佐賀市水ヶ江2-27[33]
店舗面積3,140m2[33]、駐車台数約110台[33]。
かつては「南九州スーパー丸栄佐賀店」であった[162]。
ユニードがトポスに業態転換した1号店。建物は解体され、跡地にはローソンプラス（1F）、ローソン地区営業部事務所（2F）が入居していたが、のちに閉店し現在はエニタイムフィットネス佐賀片田江店が入居している。[要出典]
- 唐津店×[要出典]（旧:ユニード、1985年6月1日[要出典]- 1999年（平成11年）9月12日[77][163]） 唐津市大名小路1-40[141]
店舗面積約3,500m2[164]。
リーフ大越として開店→ユニード唐津店として業態転換→ダイエー唐津店となる→1995年（平成7年）に閉店。解体後、跡地にまいづる百貨店本店が移転。[要出典]

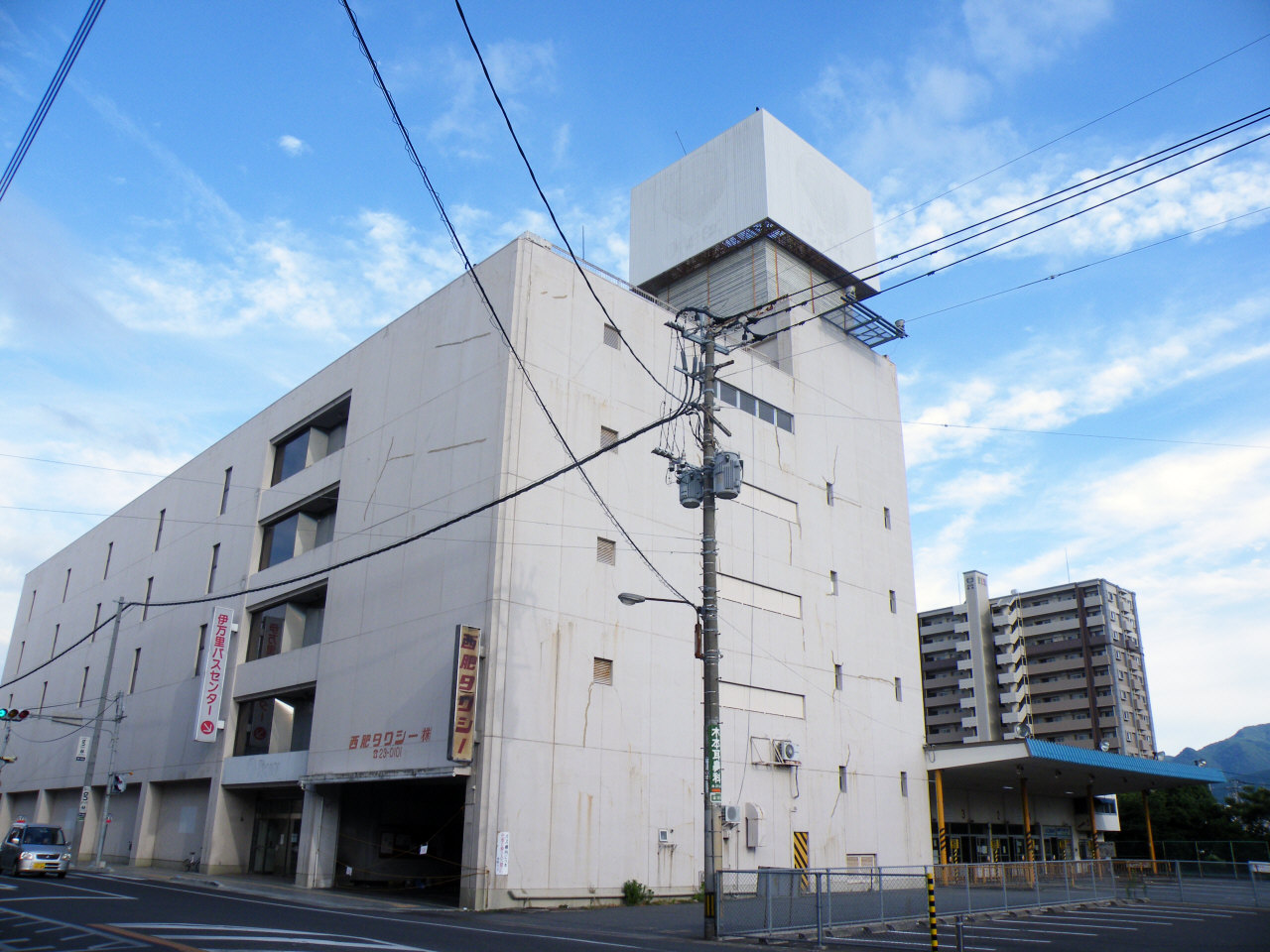
伊万里店跡

- 伊万里店×[165]（1974年（昭和49年）3月8日[116] - 2002年（平成14年）5月26日[166]） 伊万里市浜の浦町640[63][33] SC名称：伊万里バスセンター
店舗面積4,130m2[63]、駐車台数約45台[33]。
ユニード伊万里店として[167] 1974年（昭和49年）3月15日に開店し[168]、伊万里駅周辺のシンボル的存在として親しまれた[167]。
敷地面積約4,000m2に建てられた鉄筋コンクリート5階建ての西肥自動車が所有していたバスセンタービルに出店していたまた当時佐賀県内としてのユニードでは2番目の開店でもあった[165]。
閉店後も併設されていた建物の1階の一部に併設されていた伊万里バスセンターは引き続き使用されていたが2009年（平成21年）8月末まで閉鎖されて2010年（平成22年）9月30日に福岡市の不動産会社へ売却されて2010年（平成22年）10月から2011年（平成23年）1月末まで解体工事が行われ、敷地の約半分に九州労働金庫伊万里支店などが入る予定となっている[165]。
- グルメシティ有田店×[要出典]（旧:ユニード、1979年（昭和54年）9月[145] - 1999年（平成11年）1月10日[要出典]） 西松浦郡有田町中部字高山下乙3073-13[33] SC名称:有田ショピングバザール
店舗面積約2,425m2[33]、駐車台数約80台[33]。
西肥自動車が所有していた建物にユニードが出店。跡地には、まるたか生鮮市場が入居していたが[要出典]2012年（平成24年）1月に閉店[広報 30]。その後解体され、跡地はセブン-イレブンとなっている。[要出典]

- 三田川店（旧:ユニード、1979年（昭和54年）3月1日[169] - 1998年（平成10年）6月30日） 神崎郡三田川町大字吉田785[169]（現：吉野ヶ里町）
敷地面積約8,900m2[169]、鉄骨造地上1階建て[169]、延べ床面積約3,872m2[169]、店舗面積約2,937m2[169]（当社店舗面積約698m2[169]）、駐車台数約500台[169]。
「佐賀主婦の店」（約693m2）と共に「東肥前商業開発」が開設した「サンプラザ」の核店舗として出店していた[169]。

## 長崎県

### 長崎市
- 長崎ショッパーズプラザ[170]→長崎店◎（旧：フクオカダイエー→ダイエー→九州ダイエー→ユニード、1971年（昭和46年）11月25日[155] - 2015年（平成27年）8月31日[171]） 長崎市新地町3-17[155][170] SC名称:長崎バスビル[170]
長崎自動車ビルは、延べ床面積約12,581m2[43]、店舗面積4,521m2[172] →6,538m2[170]。
2015年（平成27年）9月1日にイオン九州へ継承され[171]、イオン長崎店となった。ただし、継承と同時にイオンへの看板交換は行われず[6]、同年10月22日にイオンの看板に切り替えられることになった[27]。
- 銅座店×（旧：丸栄・ユニード、1969年（昭和44年）11月13日[173] - 2015年（平成27年）8月31日[171]） 長崎市銅座町3-8[170] SC名称:銅座ショッピングバザール[43]
鉄筋コンクリート造地下1階・地上4階建て[173]、延べ床面積約6,667m2[43]、店舗面積4,302m2[170]。
元精洋亭跡に建設された鉄筋コンクリート造地下1階・地上4階建ての建物に「丸栄長崎店」として開業し、1970年（昭和45年）5月1日に「ユニード長崎店」と改称した[173]。
2015年（平成27年）9月1日にイオン九州へ継承され[171]、イオン銅座店となった。ただし、継承と同時にイオンへの看板交換は行われず[6]、同年11月26日にイオンの看板に切り替えられることになった[27]。
老朽化などを理由に2017年（平成29年）2月28日をもって閉店した。解体後、跡地を大和ハウス工業が取得してホテルとして整備され、2020年（令和2年）3月16日にカンデオ・ホスピタリティ・マネジメントが運営する「カンデオホテル長崎新地中華街」が開業した[174]。
- 千歳店◎（1991年（平成3年）11月1日[175] - 2015年（平成27年）8月31日[171]） 長崎市千歳町5-1[175] SC名称:チトセピア[175]
敷地面積約11,860m2[175][176]、鉄骨鉄筋コンクリート造地下3階地上14階建て[175][176]、延べ床面積約61,497m2[175][176]、店舗面積約19,560m2[175]（当社店舗面積約9,090m2[175]）、駐車台数約368台[176]。
チトセピアは長崎都市計画千歳地区第一種市街地再開発事業で建設された再開発ビルで[176]、長崎市役所北浦上支所と北公民館のほか[177]、チトセピアホールや[178]長崎市営住宅168戸を含む住宅268戸や屋上広場なども併設されていた[177]。
2015年（平成27年）9月1日にイオン九州へ継承され[171]、イオンチトセピア店となった[171]。ただし、継承と同時にイオンへの看板交換は行われず[6]、同年9月28日にイオンの看板に切り替えられることになった[27]。
- グルメシティ矢上団地店◎（旧：グルメシティ九州、? - 2015年（平成27年）8月31日[171]） 長崎市
2015年（平成27年）9月1日にマックスバリュ九州へ継承され[171]、マックスバリュ矢上団地店となった[171]。合併に伴い、2020年（令和2年）9月1日付でイオン九州の運営となった。2023年（令和5年）10月31日をもって閉店した。
- ハイパーマート南長崎店 → ディー・ハイパーマート南長崎店[広報 24] → 南長崎店◎（1995年（平成7年）6月3日[179] - 2005年（平成17年）11月30日[180]） 長崎市
当初は直営であった[179] が、1999年（平成11年）8月1日に株式会社ダイエー・ハイパーマートに[広報 21]、さらに2000年（平成12年）9月1日に株式会社ディー・ハイパーマートに移管された[広報 24]。さらに2002年（平成14年）9月1日には再度ダイエーに譲渡され「南長崎店」になった。[要出典]
跡地には2006年（平成18年）11月21日に「レッドキャベツショッピングモール南長崎店」が一部開業し、12月にレッドキャベツ南長崎店などが入居した1階が開業[181] したが、2018年（平成30年）11月18日をもってレッドキャベツ南長崎店が閉店し[182]、同年11月23日にマックスバリュ九州が跡地にマックスバリュ南長崎店を開業[広報 31]。合併に伴い、2020年（令和2年）9月1日付でイオン九州の運営となった。

### 長崎市以外
- 諫早店（旧:ユニード、1972年（昭和47年）11月25日[183] - 1998年（平成10年）2月28日[要出典]） 諫早市栄町2-1[72][183][184] SC名称:諫早ショッピングバザール[72]
敷地面積約1,817m2[183]、鉄骨造地上6階建て塔屋1階[183]、延べ床面積約10,131m2[183]、店舗面積約5,328m2[183]（当社店舗面積約4,600m2[183]）、駐車台数約180台[183]。
諫早中央ビル株式会社が所有する建物に[72]ユニードが出店[51]。
マルキョウニュー諫早店が出店した[185]。
- 島原店×（旧：ユニード、1973年（昭和48年）7月[172][186] - 2015年（平成27年）8月31日[171]） 島原市弁天町7080-1[63] SC名称:島原ショッピングバザール[186]
延べ床面積約8.623m2[185]、店舗面積4,095m2[172] → 5,850m2[186]。直営店舗面積4,662m2[185]。
島原鉄道が所有する建物に出店[185]。
2015年（平成27年）9月1日にイオン九州へ継承され[171]、イオン島原店となった。ただし、継承と同時にイオンへの看板交換は行われず[6]、同年11月20日にイオンの看板に切り替えられることになった[27]。
再開発計画による建て替えに伴い、2020年（令和2年）5月31日をもって一旦営業を終了する形で閉店した[広報 32]。跡地には2022年（令和4年）3月18日に（2代目）イオン島原店を核店舗とするイオン島原ショッピングセンターが開業した[広報 33]
- 佐世保店×（旧:ユニード、1968年（昭和43年）11月[29][187] 30日 - 2005年（平成17年）8月31日[180][188][189]） 佐世保市京坪町5-6[59]SC名称:佐世保ショッピングバザール
延べ床面積約14,618m2[29]、店舗面積約4,220m2[172] → 約7,858m2[59]。
店舗は建て替えでマンションとなり、1階部分には地元の食品スーパーエレナが「エレナ京坪（きょうのつぼ）店」として2009年（平成21年）2月に入居した。なお、親和銀行のATMは「京町支店 京坪出張所」として一足早く2008年（平成20年）12月に稼動開始している（かつて、ダイエーの店舗に親和銀行ATMが設置されていた。現在は十八親和銀行 佐世保支店 京坪出張所として稼働している）。[要出典]
現店舗と道路を挟んで向かい側にある旧ユニード時代からあった旧店舗跡も周辺店舗と共に解体され、穴吹工務店のマンション「サーパス」が建築された（周辺店舗の一部はエレナと提携する有料駐車場となっている）。[要出典]
- 壱岐店◎（1993年（平成5年）11月10日[190] - 2015年（平成27年）8月31日[171]） 壱岐市
店舗面積約5,410m2[190]。
2015年（平成27年）9月1日にイオン九州へ継承され[171]、イオン壱岐店となった。ただし、継承と同時にイオンへの看板交換は行われず[6]、同年11月26日にイオンの看板に切り替えられることになった[27]。

## 熊本県

### 熊本市
- 熊本店◎（1980年（昭和55年）4月3日[191][192] - 2015年（平成27年）8月31日[193]） 熊本市大江4-2-1[192]（現・中央区）
敷地面積約27,899m2[192]、鉄骨造地上4階建て塔屋1階[192]、延べ床面積約60,859m2[192]、店舗面積約13,477m2[192]（当社店舗面積約7,750m2[192]）、駐車台数約500台[192]。
東亜シルク所有の熊本工場跡地に出店した[194]。
2015年（平成27年）9月1日にイオン九州へ継承され[193]、イオン熊本中央店となった[193]。ただし、継承と同時にイオンへの看板交換は行われず[6]、同年10月15日にイオンの看板に切り替えられることになった[27]。

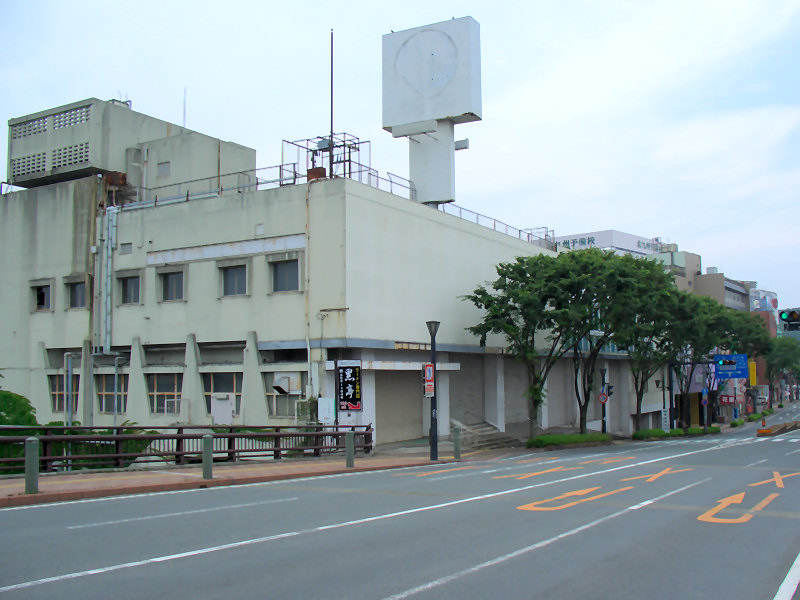
旧ダイエー熊本駅前店跡

- 熊本駅前店×[要出典]（旧:ユニード、1964年（昭和39年）2月20日[195] - 1995年（平成7年）11月[196]） 熊本市春日2-1-25[32]（現：西区） SC名称:熊本駅前ショッピングバザール
店舗面積約4,390m2[32]、駐車台数約120台[170]。
かつては「南九州スーパー丸栄熊本駅前店」であった[195]。[197]
- 熊本上通店（旧:ユニード、1966年（昭和41年）7月1日[195] - ?） 熊本市中央区草葉町1-7[32]
店舗面積約3,416m2[195]、駐車台数約30台[170]。
かつては「南九州スーパー丸栄熊本上通店」であった[195]。
現在は、パスート24上通（旧・パルコパーキング）。[要出典]
- 熊本城屋 → ダイエー城屋 → 城屋ダイエー×（1979年（昭和54年）10月1日[191] - 1995年（平成7年）[198]） 熊本市中央区下通1-3-10[198]
旧ユニードが出資して大洋デパートの建物を改装して開業して1981年（昭和56年）にダイエーが資本参加し[198]、ダイエーが運営を握りグループ傘下を明確に示すため、ダイエー城屋に名称変更。更に1987年（昭和62年）4月25日には城屋ダイエーに名称変更した[199]。
1995年（平成7年）に直営化されて「ダイエー熊本下通店」となった[198]。
- 熊本下通店×（1995年（平成7年）9月[200] 1日 - 2014年（平成26年）5月11日[200]） 熊本市中央区下通[43] SC名称：熊本城屋[43]
店舗面積17,376m2[43]、延べ床面積約26,830m2[43]。直営店舗面積16,397m2[43]。
不採算会社の整理により熊本下通店に名称変更し直営化された。
本館は敷地約2,500m2に建設された[198] 地下1階・地上8階建て[200] 延べ床面積約19,000m2で、閉店時にはそのうち地下1階から地上7階の約13,000m2で営業していた[198]。
店舗跡地は、「南栄開発」と「櫻井総本店」により隣接する櫻井総本店跡地と合わせて再開発されることになり[201]、4階までは商業スペースで5階以上は事務所が入居する地下1階・地上8階建ての新たなビルが[198] 2015年（平成27年）10月6日に起工[201]、一年半後の2017年4月27日に下通NSビル及びそこへ入居する大型商業施設COCOSAとして開業した[広報 34]。
ダイエーの閉店当時、ビルの地階食品売り場にはダイエーの再出店が予定されていた[198] が、再開発期間中のダイエーの事業継承などに伴い、結果マックスバリュ九州が運営するフードスタイルストア「COCOSA B1」が入居した。COCOSA B1も合併に伴い、2020年（令和2年）9月1日付でイオン九州の運営となった。[要出典]
- トポス熊本店（1984年（昭和59年） - 1995年（平成7年）9月?） 熊本市[要出典]
城屋ダイエーの別館。直営化と前後して閉店。[要出典]
- 健軍店（旧:ユニード、1982年（昭和57年）12月[145] - 1995年（平成7年）11月[196]） 熊本市若葉町[145]（現：東区）
店舗面積2,500m2[136]、直営店舗面積1,269m2[136]。
1995年（平成7年）2月16日、阪神・淡路大震災で被害を受けたダイエー本体は、緊急整理のために各地の不採算店計10店を同月28日付で急遽閉鎖すると発表。その対象として選ばれた為閉店。[要出典]

### 熊本市以外
- 荒尾店×[要出典]（1988年（昭和63年）11月18日[202] - 2005年（平成17年）8月31日[180][188][189]） 荒尾市 第8荒尾グリーンプラザビル[62]
延べ床面積約14,286m2[62]、店舗面積5,700m2[202] → 10,335m2[62]。
荒尾アピロスとして出店した[202]。
- 八代店 → アピロス八代店×[要出典]（旧:ユニード、1968年（昭和43年）12月7日[203] - 1984年（昭和59年）11月末[204]） 八代市本町1-7-59[203][205]
敷地面積約2,643.27m2[203]、鉄筋コンクリート造地下1階地上5階建て塔屋1階[203]、延べ床面積約11,466.41m2[203]、店舗面積約6,970m2[203]（直営店舗面積約5,300m2[203]） → 約5,844m2[204]、駐車台数約90台[203]、駐車台数約90台[170]。
大洋デパート八代店と共に八代市中心部の本町商店街の核店舗として営業していた[206]。
ニチイ（後の八代サティ）や寿屋などの進出後は業績が低迷し、1983年（昭和58年）にアビロス八代店として新装開業し、30代から40代の主婦層に顧客を絞り込んだが業績が改善せず、閉店となった[207]。
店舗跡地は、1985年（昭和60年）10月にマルショク八代店が開業した[207]。

## 大分県
- 大分店×[208]（旧:ダイエー→九州ダイエー→ユニード、1973年（昭和48年）11月16日[155][209] - 2000年（平成12年）1月11日[210][211]） 大分市金池町1-8-22[155] SC名称:三井第2ビル[212]（旧:大分ショッパーズプラザ）
店舗面積12,967m2[209]、駐車台数約176台[209]。
建物所有者は三井不動産。九州ダイエーを設立する以前から存在、ユニードとなった際は「ユニード ショッパーズ大分店」を名乗った。合併を経て再びダイエーに戻った。建物は取り壊され、跡地にはNTTドコモビルが建設された[208]。
- ユニード大分店（1966年（昭和41年）10月19日[213] - 1975年（昭和50年）7月6日[214]） 大分市末広町1-33[213]
店舗面積約3,960m2[213]。
かつては「スーパー丸栄大分店」であった[213]。
現在建物は太陽家具百貨店大分店となった後、[要出典]太陽家具も閉店。マンションが建設中。[独自研究?]

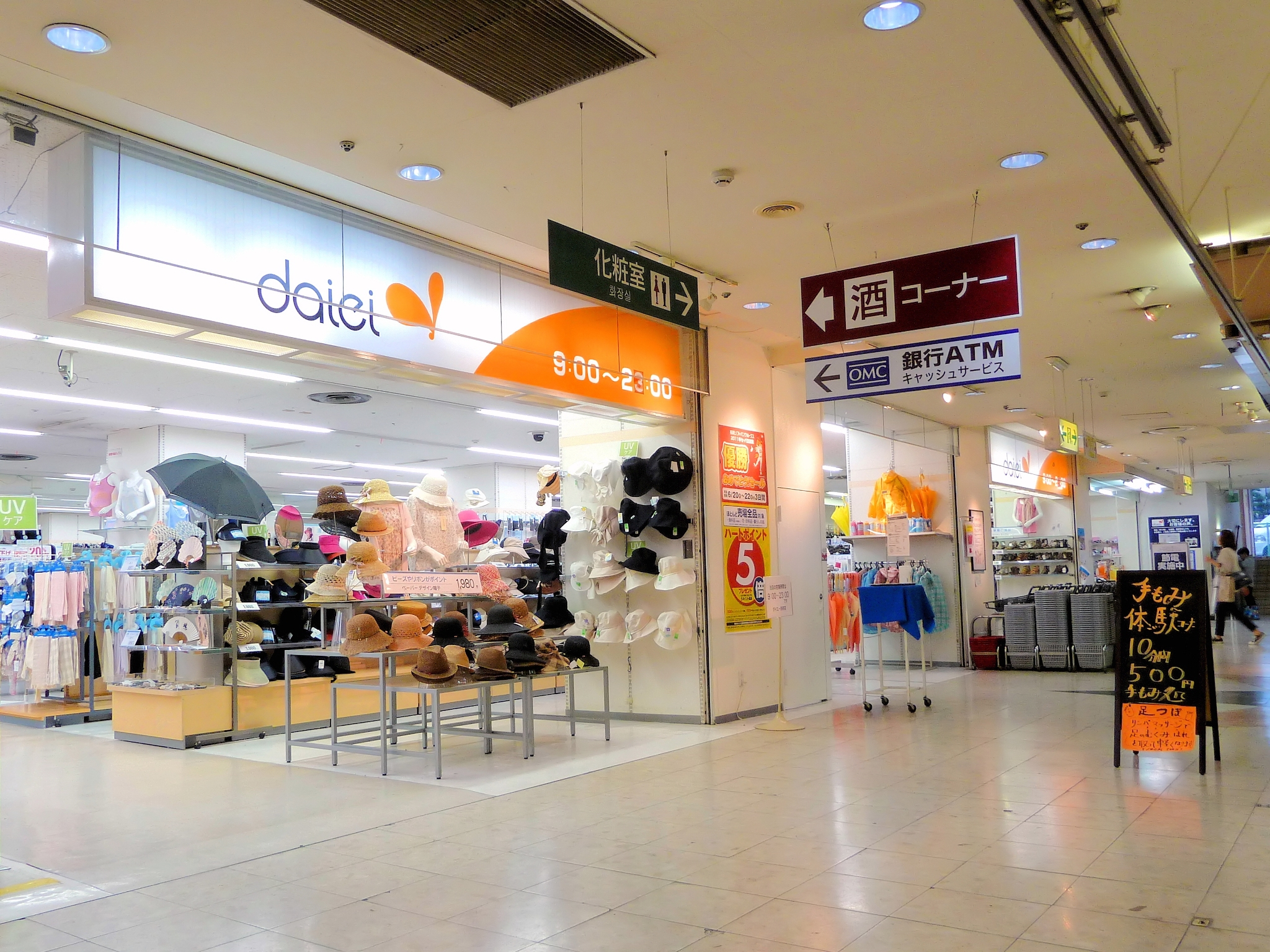
旧ダイエー別府店

- 別府店（旧:丸栄・ユニード、1967年（昭和42年）9月20日[213] - 2012年（平成24年）3月31日[215]） 別府市駅前町12-13[216]
敷地面積約18,499m2[216]、鉄筋コンクリート造地上1階建て[216]、延べ床面積約17,830m2[216]、店舗面積約12,040m2[216]（当社店舗面積約3,248m2[216]）。
1967年（昭和42年）9月に丸栄別府店として開業し[217]、ユニード別府店となった後[218]、ユニードとダイエーの合併により1994年（平成6年）からダイエー別府店となった[218]。
別府ステーションセンター内に出店していた[217]。
跡地は2012年（平成24年）11月よりマルミヤストア別府駅店[219]。これにより、大分県内のダイエーは日田店の1店舗のみとなった。[要出典]
- 日田店◎（旧：ユニード、1978年（昭和53年）9月1日[220][221] - 2015年（平成27年）8月31日） 日田市南元町1-1[221] SC名称:日田ショッピングバザール[73]
鉄筋コンクリート造地上3階建て[221]、延べ床面積約5,896.44m2[221]、店舗面積約3,517m2[221]（直営店舗面積約2,537m2[221]）、駐車台数約450台[221] → 約375台[220]。
イオンの完全子会社のイオンストア九州が継承して業務委託契約を締結し[7]、2015年（平成27年）9月1日にイオン九州が運営を継承して[21]イオン日田店となった。ただし、継承と同時にイオンへの看板交換は行われず[6]、同年11月26日にイオンの看板に切り替えられることになった[27]。合併に伴い、2020年（令和2年）9月1日付で施設管理をイオン九州が継承した。
- グルメシティ湯布院店（旧：ユニード、1981年（昭和56年）10月1日[222] - 2015年（平成27年）8月31日） 由布市 SC名称:湯布院ショッピングバザール[43]
延べ床面積約1,862m2[43]、店舗面積1,350m2[222]、駐車台数112台[222]。
2015年（平成27年）9月1日にマックスバリュ九州へ継承され[21]、マックスバリュ湯布院店となった[広報 35]。合併に伴い、2020年（令和2年）9月1日付でイオン九州の運営となった。2023年5月10日、老朽化による建て替えのため閉店[広報 35]。
建物は2階建ての小型GMS店舗へと改築され、2024年（令和6年）3月29日にイオン湯布院店として再オープン[広報 36]。

## 宮崎県
- 宮崎店◎（旧：ダイエー→九州ダイエー→ユニード、1973年（昭和48年）11月23日[223][224] - 2015年（平成27年）8月31日） 宮崎市大淀4-6-28[224] SC名称:宮交シティ（旧：宮崎ショッパーズプラザ）
敷地面積約38,086m2[224]、鉄筋コンクリート造地上4階建て塔屋1階[224]、延べ床面積約52,507m2[224]、店舗面積約32,703m2[224]（当社店舗面積約12,265m2[224]）、駐車台数約1,500台[224]。
宮崎交通のバスターミナルを併設した宮交シティに出店した[223]。
宮交シティ開業に伴って南宮崎駅前発着だった路線バス網を当店併設のバスターミナルに集約したことから、南宮崎駅前商店街は客足が激減して大打撃を受けることになった[225]。
イオンの完全子会社のイオンストア九州が継承して業務委託契約を締結し[7]、2015年（平成27年）9月1日にイオン九州が運営を継承してイオン南宮崎店となった[226]。ただし、継承と同時にイオンへの看板交換は行われず[6]、同年11月26日にイオンの看板に切り替えられることになった[27]。合併に伴い、2020年（令和2年）9月1日付で施設管理をイオン九州が継承した[広報 1]。
- アピロス宮崎店（1974年（昭和49年）4月16日[227] - 1985年（昭和60年）3月[14][228]） 宮崎市橘通東3-1-12[63]
敷地面積約3,964.12m2[227]、鉄筋コンクリート造地上3階建て[227]、延べ床面積約22,273.38m2[227]、店舗面積約9,478m2[227]（直営店舗面積約7,060m2[227]）、駐車台数約120台[227]。
- ハイパーマート延岡店×（1995年（平成7年）11月 - 2000年（平成12年）10月31日[123][229]） 延岡市
2008年（平成20年）に解体され、2010年（平成22年）に宮崎銀行祇園町支店が新築移転。[要出典]
- アピロス日向店×（1974年（昭和49年）11月10日[230] - 1995年（平成7年）2月28日） 日向市都町134[63]
  - 店舗面積約4,020m2[63]、駐車台数約130台[170]。

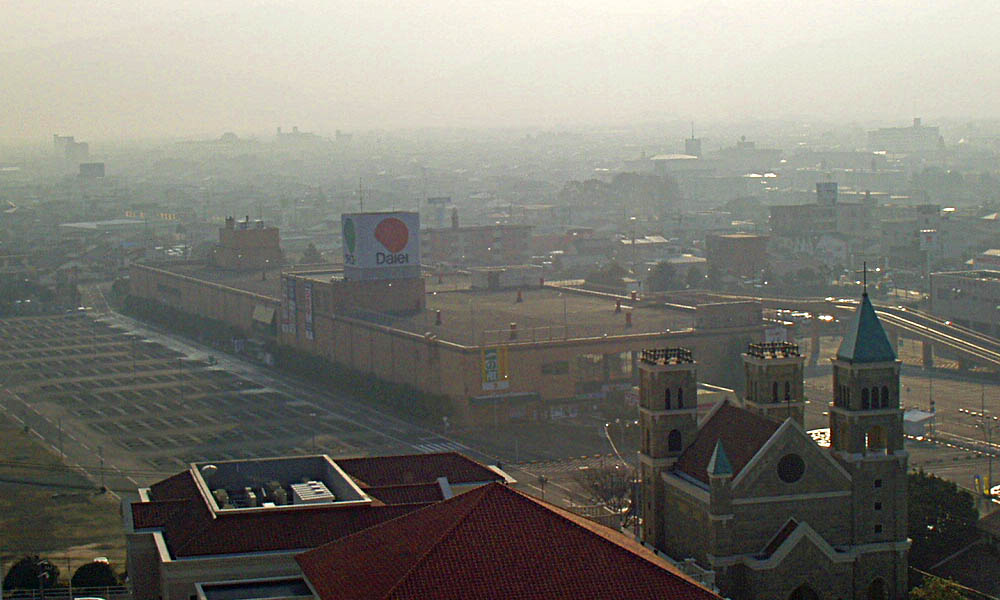
旧ダイエー都城店

- 都城店×（旧:ダイエー→九州ダイエー→ユニード、1973年（昭和48年）11月30日[155][231] - 2008年（平成20年）7月6日） 都城市川東町4672[155] SC名称:（旧:都城ショッパーズプラザ）
敷地面積積約14,700m2[232]、地上2階建て[232]、店舗面積約10,900m2[170]、駐車台数約650台[170]。
店舗は建て替えられ、2008年（平成20年）12月1日に「イオンモールミエル都城駅前（現・イオンモール都城駅前）」（ダイエー都城駅前店が核店舗）が開業[233]。
- 都城駅前店◎（2008年（平成20年）12月1日 - 2015年（平成27年）8月31日） 都城市 SC名称:イオンモール都城駅前
イオンの完全子会社のイオンストア九州が継承して業務委託契約を締結し[7]、2015年（平成27年）9月1日にイオン九州が運営を継承してイオン都城駅前店となった[226]。ただし、継承と同時にイオンへの看板交換は行われず[6]、同年10月9日にイオンの看板に切り替えられることになった[27]。合併に伴い、2020年（令和2年）9月1日付で施設管理をイオン九州が継承した[広報 1]。

## 鹿児島県

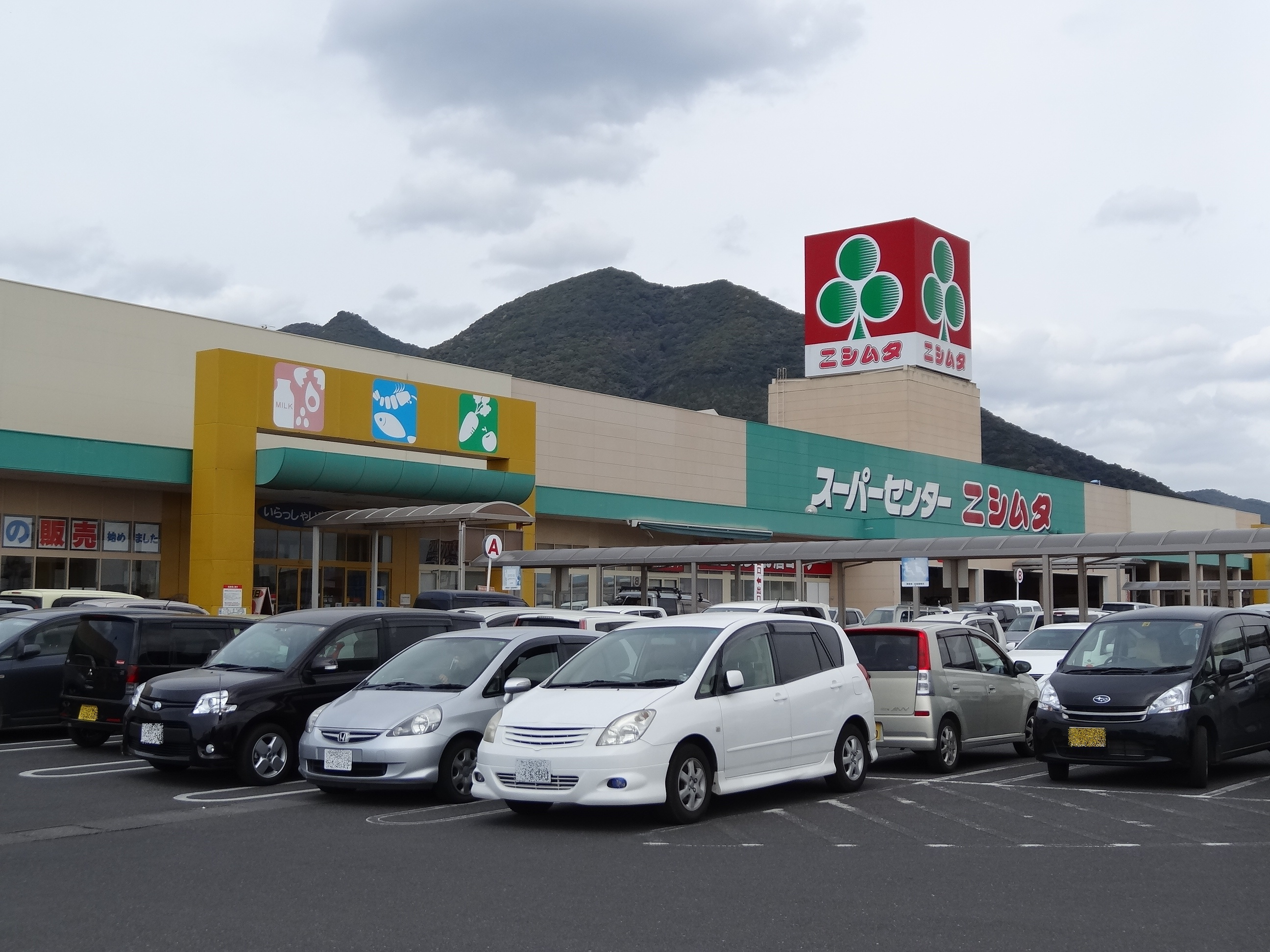
ニシムタ鹿屋店としての概観（2014年撮影）

- 鹿児島店◎（旧：ダイエー→九州ダイエー→ユニード、1975年（昭和50年）7月11日[234] - 2015年（平成27年）8月31日） 鹿児島市鴨池2-26-30[155] SC名称:鹿児島ショッパーズプラザ[235]
敷地面積約36,363.63m2[235]、鉄筋コンクリート造2階建て・塔屋2階[235]、延べ床面積約32,719.01m2[235]、店舗面積20,420m2[236]（直営店舗面積13,051m2[236]）。
動物園跡地に出店し、開業時点では鹿児島県下最大のスーパーであった[237]。
中央広場から伸びる3本のモールに面して専門店が配置され、直営売り場と専門店街が中央広場を通じて繋がる店舗配置で開業した[235]。
イオンの完全子会社のイオンストア九州が継承して業務委託契約を締結し[7]、2015年（平成27年）9月1日にイオン九州が運営を継承して[21]イオン鹿児島鴨池店となった。ただし、継承と同時にイオンへの看板交換は行われず[6]、同年9月28日にイオンの看板に切り替えられることになった[27]。合併に伴い、2020年（令和2年）9月1日付で施設管理をイオン九州が継承した[広報 1]。
老朽化による建て替えにより、2024年（令和6年）8月31日に閉店[238][広報 37]。
- 西鹿児島駅前店 → 鹿児島中央店（1999年（平成11年）6月2日[239] - 2015年（平成27年）8月31日） 鹿児島市中央町10番[236] SC名称:JR西鹿児島駅東口再開発ビル（キヤンセ）[239]
店舗面積17,124m2[236]。直営店舗面積16,507m2[236]。
イオンの完全子会社の「イオンストア九州」が継承して業務委託契約を締結し[7]、2015年（平成27年）9月1日にイオン九州が運営を継承することになった[21]。イオン鹿児島中央店となった[27]。ただし、継承と同時にイオンへの看板交換は行われず[6]、同年11月26日にイオンの看板に切り替えられることになった[27]。

- ハイパーマート鹿児島谷山店 → 鹿児島谷山店 ×[要出典]（1996年（平成8年）3月1日[240] - 2015年（平成27年）8月31日） 鹿児島市南栄5-10-51[241]
敷地面積約18,836m2[242]、地上4階建て一部5階建て[242]、延べ床面積約28,734m2[242]、店舗面積約11,100m2[242]、駐車台数約1,000台収容[242]。
「ハイパーマート鹿児島谷山店」として開業した[242]ダイエー初の「ハートビル法」認定店舗であった[240]。
イオンの完全子会社のイオンストア九州が継承して業務委託契約を締結し[7]、2015年（平成27年）9月1日にイオン九州が運営を継承して[21]イオン鹿児島谷山店となった。ただし、継承と同時にイオンへの看板交換は行われず[6]、同年10月9日にイオンの看板に切り替えられることになった[27]。
2017年（平成29年）1月31日をもって閉店。[要出典]跡地は鹿児島徳洲会病院が新病院の移転先として取得[243] した。
- グルメシティ花野団地店◎（? - 2015年（平成27年）8月31日） 鹿児島市
2015年（平成27年）9月1日にマックスバリュ九州へ継承され[21]、マックスバリュ花野団地店となった。合併に伴い、2020年（令和2年）9月1日付でイオン九州の運営となった。[要出典]
- ハイパーマート鹿屋店 → ディー・ハイパーマート鹿屋店[広報 24]（1999年（平成11年）4月23日[広報 38] - 2002年（平成14年）5月31日[28]） 鹿屋市
店舗面積10,921m2[30]。
当初は直営であった[広報 38] が、1999年（平成11年）8月1日に株式会社ダイエー・ハイパーマートに[広報 21]、さらに2000年（平成12年）9月1日に株式会社ディー・ハイパーマートに移管された[広報 24]。
国政選挙の候補者（2003年11月の第43回衆議院議員総選挙・米正剛候補）の選挙事務所として一時期利用された[244]後に、2006年（平成18年）3月にスーパーセンターニシムタ鹿屋店が入居[245]。
- 志布志店 志布志市[要出典]
旧精華堂デパート[注釈 2]の跡に出店。現在は「スペシャリティシティセンターシマヅ」としてライブハウス、楽器店、音楽教室、飲食店街、放送局などが営業。[要出典]
- プラザ大島店◎（旧：ユニードダイエープラザ大島店[250][251]、1992年（平成4年）12月[広報 39][252] - 2015年（平成27年）8月31日） 奄美市名瀬小浜町2245-2[253]
鉄骨造地上4階建て[253]・延べ床面積約8,951m2[253]、店舗面積5,009m2[253]（直営店舗面積3,190m2[250]）、駐車台数約175台[250]。
地元企業「プラザ大島」が建設したショッピングセンターの核店舗として[250]、「サンマート ストアー林」がフランチャイズ契約して開店した[251]。1997年（平成9年）9月にダイエーによる直営となる[要出典]。
イオンの完全子会社のイオンストア九州が継承して業務委託契約を締結し[7]、2015年（平成27年）9月1日にイオン九州が運営を継承して[21]イオンプラザ大島店となった。ただし、継承と同時にイオンへの看板交換は行われず[6]、同年10月28日にイオンの看板に切り替えられることになった[27]。合併に伴い、2020年（令和2年）9月1日付で施設管理をイオン九州が継承した。

## 沖縄県

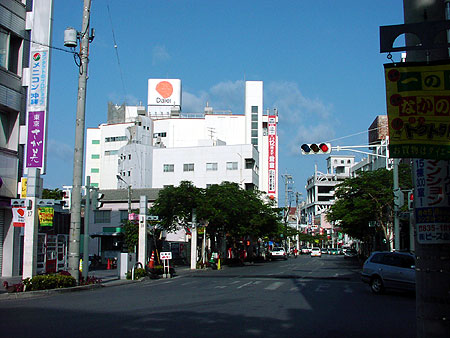
ダイエー那覇店

全県撤退エリア
- 那覇店（旧:ダイナハ[254]、1975年（昭和50年）5月4日[255][256] - 2005年（平成17年）11月20日[257]）那覇市牧志町1640-8[258]（現：牧志1丁目19-29） SC名称:（旧:那覇ショッパーズプラザ）
延べ床面積約21,000m2[259]、店舗面積約6,480m2[259] → 約11,000m2[260]。
出店に対して地元の反対を受け[261]、旧子会社ダイナハの設立から約1年8ヶ月の時間を掛けて開店に漕ぎ着けた[256]。1994年（平成6年）（平成6年）3月1日にダイエーが吸収合併した[5]。
1989年（平成元年）6月4日に店舗面積を約11,000m2へ増床して新装開店した[260]。
長らく空店舗となっていたが、2009年（平成21年）4月に「D-naha」として1階 - 3階にジュンク堂書店が入店した[254]。
- 浦添店（旧：ダイナハ、1986年（昭和61年）4月[62][262] 25日 - 2005年（平成17年）11月20日[257]） 浦添市城間4-7-1[62] SC名称：新垣興産ビル[62]
店舗面積約7,000m2[62]、約11,217m2[263]。直営店舗面積約6,767m2[55][62]。
旧子会社ダイナハが運営する「浦添ショッピングセンター」の核テナントとして開店。1994年（平成6年）ダイエーに合併。
閉店後空店舗となっていたが[264]、2006年（平成18年）にリウボウグループのリウボウストアなどが入居する[264]「浦添ショッピングセンター」となった[265]。

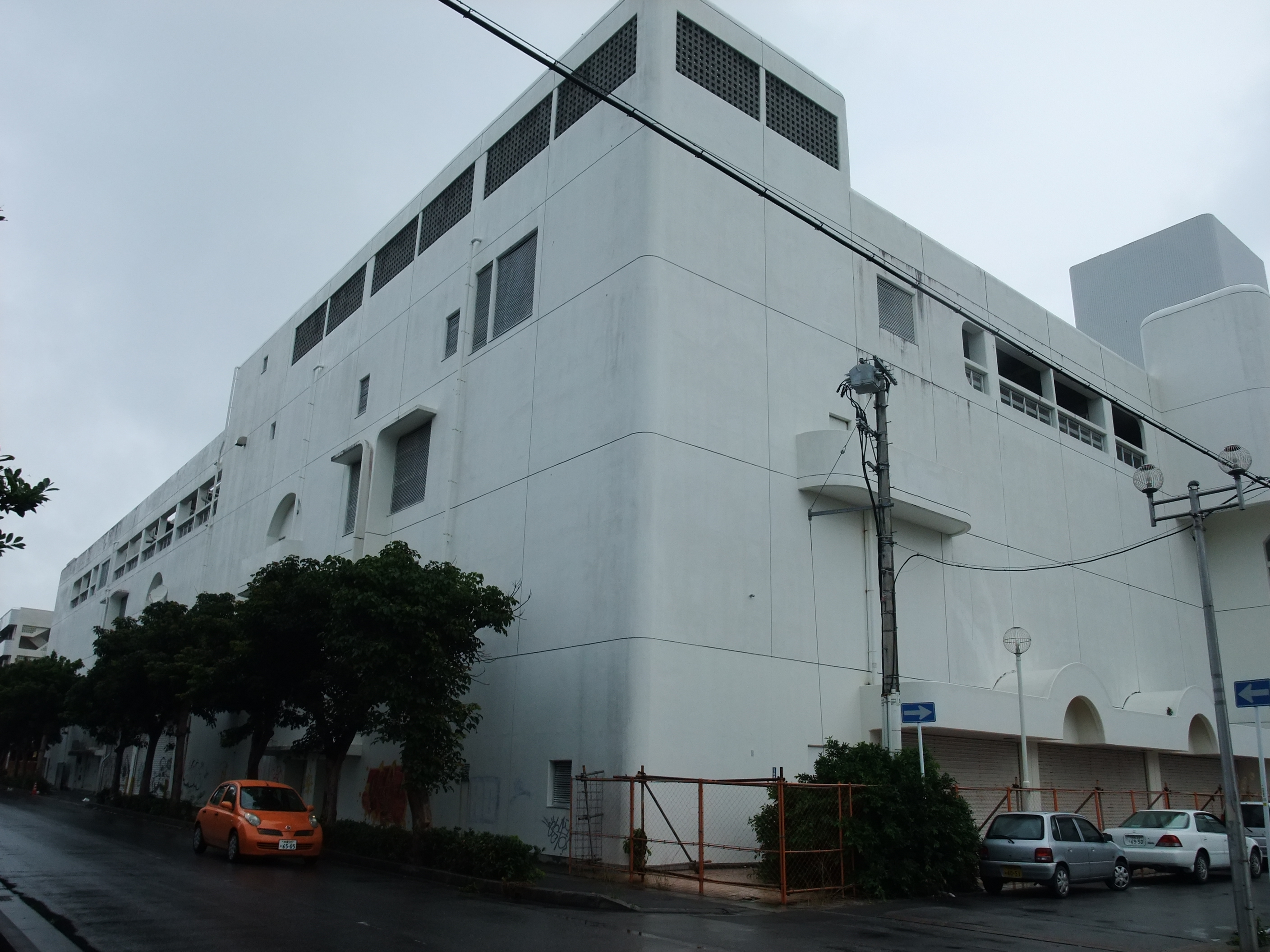
旧ダイエー糸満店

- 糸満店×[要出典]（旧：ショッパーズイトマン→ダイナハ、1986年（昭和61年）11月28日[266] - 2002年（平成14年）8月31日[267]） 糸満市西崎町2-446[266]（現：西崎6丁目） SC名称：西崎ショッピングプラザ[266]
敷地面積約5,098m2[266]、鉄筋コンクリート造地上4階建て塔屋5階[266]、延べ床面積約17,889m2[266]、店舗面積約7,796m2[266]（当社店舗面積約6,577m2[266]）、駐車台数約260台[266]。
店舗面積約6,000m2[55]。
糸満市西崎の埋め立て地にあった地元糸満市市商工会の有志が設立した西崎ショッピングプラザが建設して所有するビルに入居していた[268]。
1994年（平成6年）ダイエーに合併。
1994年（平成6年）度の売上高39.26億円が2001年（平成13年）度に22.66億円へ減少して売上回復が見込めないとして2002年（平成14年）5月23日に閉鎖が発表された[268]。
店舗跡の土地・建物を糸満市に購入するよう2002年（平成14年）に働きかけ、糸満市が同年7月末から検討を重ねたが資金や利用目的などが無いことを理由に同年10月3日に正式に断っている[269]。
現在は空店舗となり[270]、老人保健施設を中核に糸満市立図書館支所や糸満市の窓口などを設ける案や遊技場の進出構想などがあった[270]が実現しなかった。[要出典]
土地・建物を差し押さえたダイエーから転売されて投資会社ペンジュラム系列の広島地所の所有となり、ビルの改装を行って観光客向けの特産品販売店やフードコート、ドラッグストア、コールセンターなどが入居する「沖縄アジアトレードセンター(OATC)」として2012年（平成24年）11月に一部開業し、翌年2013年（平成25年）2月に全面開業する計画もあった[271]が実現せず2013年10月に解体。駐車場設置の要望もあったが、2018年に西崎プロジェクトとして19階建てマンション建設が決定した。[要出典]
- Kou'Sネーブルカデナ店（1999年（平成11年）4月[272] 22日 - 2002年（平成14年）8月25日[272]） SC名称：ショッパーズモールネーブルカデナ
店舗面積6,988m2[30]。
ネーブルカデナは、店舗面積19,023m2[43]、延べ床面積約28,075m2[43]。
旧子会社である、株式会社ダイエー・ホールセールクラブ・コーポレーションの運営店舗。沖縄県内初の会員制大型店として開店した[272]。
ショッピングセンター内には準核店舗として「トイザらス」が同居しており[268]、当店閉店後も営業していたが2003年（平成15年）7月に後述のハイパーマート泡瀬店跡へ移転する形で撤退している[273][注釈 3]。
2000年（平成12年）度の売上高34.73億円が2001年（平成13年）度に29.03億円へ減少して売上回復が見込めないとして2002年（平成14年）5月23日に閉鎖が発表された[274]。
現在はスーパーマーケットの「タウンプラザかねひでネーブルカデナ店」や衣料品店のサンキ(旧マルエー)、宮脇書店などが入居している[273]。
2011年（平成23年）7月28日に物件の所有権がケネディックスからホームセンターなどを運営するタバタに移っている[273]。
- ハイパーマート泡瀬店[275]→7857：ディー・ハイパーマート泡瀬店[広報 24]（1994年（平成6年）11月25日[275] - 2002年（平成14年）8月31日[267]） SC名称：ショッパーズ泡瀬
店舗面積12,054m2[30]。
当初は直営であったが、2000年（平成12年）9月1日に株式会社ディー・ハイパーマートに移管された[広報 24]。
沖縄市の比屋根地区の区画整理事業で整備されたスーパーブロックの一角に街づくりの中核として開店した[268]。
入居するショッピングセンターの店舗構成やアミューズメント施設不足が影響して集客力が低下し、1998年（平成10年）度の売上高94.27億円が2001年（平成13年）度に45.3億円へ減少して売上回復が見込めないとして2002年（平成14年）5月23日に閉鎖が発表された[268]。
店舗跡はダイエーの所有のままで商業施設のショッパーズ泡瀬として改装され[276]、2003年（平成15年）3月21日にコープおきなわの「コープあわせ」が新たな核店舗として開業したが[277]、2007年（平成19年）3月5日に閉店することになった[278]。
「コープあわせ」の跡に2007年（平成19年）3月21日に金秀商事が「タウンプラザかねひでショッパーズあわせ店」を開業[278] したほか、2008年（平成20年）3月23日に衣料品店「マルエーショッパーズ泡瀬店」が開業したが[279]、中核テナントが契約満了に伴い相次いで退店するなどしたため2013年（平成25年）4月末で営業を終了となった[276]。
店舗跡は2013年（平成25年）5月15日付でダイエーからイオンタウンへ所有権が移ったが[276] 建物は取り壊され、跡地の一部にはマンションが建設された[280]。
2024年（令和6年）2月16日にイオン琉球が大規模小売店舗立地法に基づき、当地へ「イオンスタイル比屋根店」を新設する届出を行った[281]。

- ココマート山内店（1986年（昭和61年）10月[282] - 2002年（平成14年）9月8日[283]） 沖縄市[282]
売り場面積496m2[282]、駐車台数100台[282]。
24時間営業のミニスーパーマーケット[282]。
閉店後、地元のディスカウントショップが入居。[要出典]
- ココマート真志喜店×（1989年（平成元年）3月[282] - 2002年（平成14年）9月12日[283]） 宜野湾市[282]
売り場面積496m2[282]、駐車台数80台[282]。
売り場面積496m2[282]、駐車台数100台[282]。
建物は取り壊され、跡地にはマンションが建設された。[要出典]
- ココマート首里寒川店（1989年（平成元年）7月[282] - 2002年（平成14年）9月16日17時[284]） 那覇市[282]
売り場面積が654m2で、駐車台数70台の小型店だった[285]。
売り場面積496m2[282]、駐車台数100台[282]。
金秀グループも従業員を含む店舗の引継ぎ交渉を行っていたが[286]、2002年（平成14年）12月からコープおきなわが出店している[287]。
- ココマート田原店×（1990年（平成2年）6月[282] - ） 那覇市[282]
売り場面積496m2[282]、駐車台数17台[282]。
売り場面積496m2[282]、駐車台数100台[282]。
- ココマート具志川店（建物存続）[要出典]
閉店後、地元の衣料品店が入居。[要出典]
- ココマート室川店（建物存続）[要出典]
閉店後、地元のディスカウントショップが入居。[要出典]